# Franc-maçonnerie sous la Troisième République
Vous lisez un « article de qualité » labellisé en 2022.

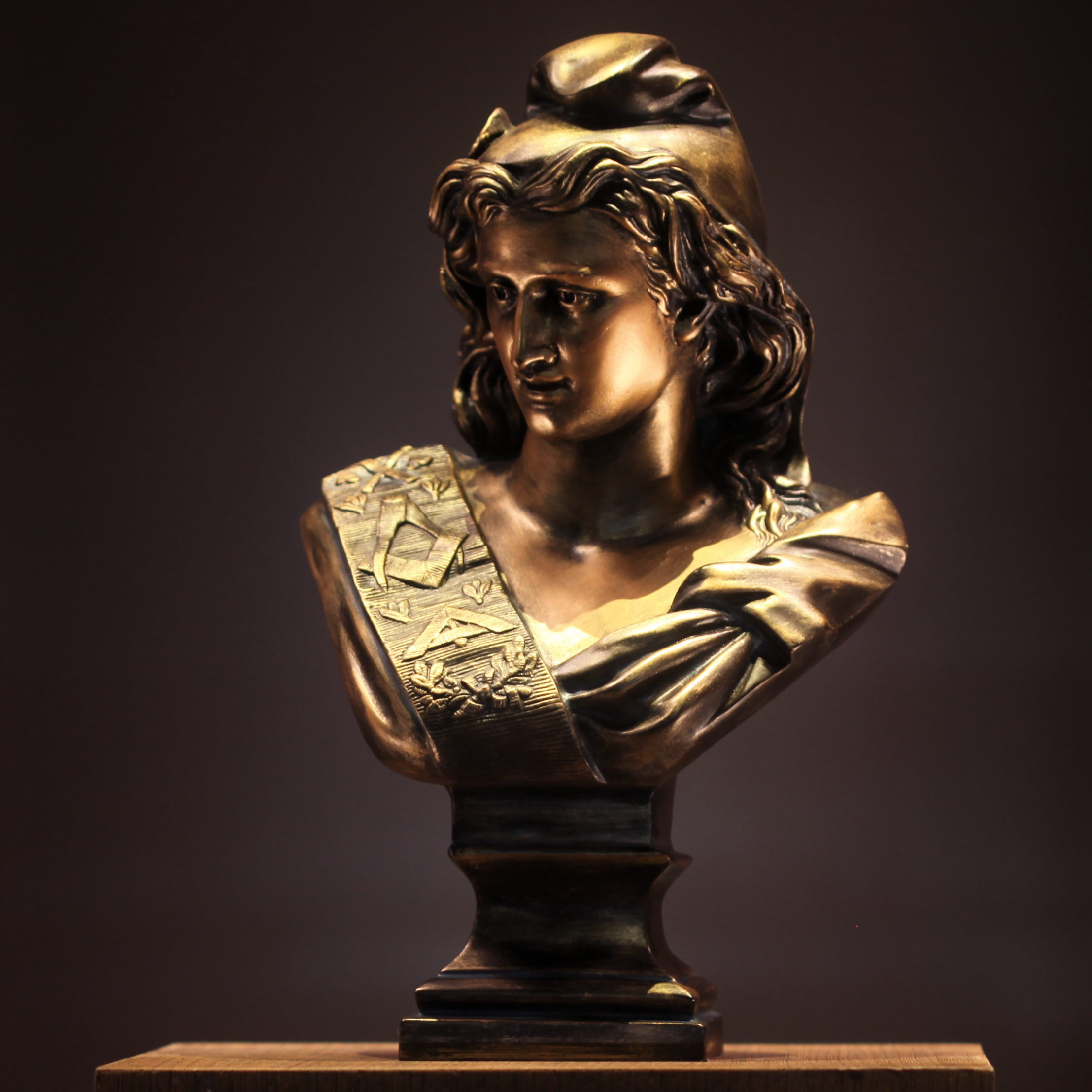
Marianne maçonnique de Paul Lecreux (1887).

La franc-maçonnerie sous la Troisième République française est très largement impliquée dans la vie politique et sociale du pays. Constitutive de l'armature idéologique et institutionnelle du camp républicain, ses membres sont fortement ancrés au sein du Parti radical. Elle intervient souvent de manière directe ou indirecte dans la vie publique. Constante de la vie politique durant cette époque, elle a l'audience d'une grande partie du corps électoral ; qualifiée « d'Église de la République », ses thèses sont généralement soutenues et adoptées. Divisée en deux obédiences proches et concurrentes, qui voient sans la soutenir l'accession des femmes aux loges maçonniques de la première obédience mixte créée en 1893, elle fait face aussi à des créations et des scissions diverses animées par des courants plus traditionnels ou spirituels.
De 1877 jusqu'au début de la Seconde Guerre mondiale, la participation de francs-maçons aux instances politiques de la Troisième République est largement attestée par une présence importante de ministres participant aux gouvernements successifs ainsi que de nombreux postes d'élus nationaux ou locaux. À chaque difficulté de ces gouvernements, les francs-maçons apportent un soutien au travers des affinités nouées entre les loges maçonniques et le régime républicain. Durant cette période, la quasi-totalité des présidents du Conseil de l'ordre du Grand Orient de France occupent des postes politiques ; la Grande Loge symbolique écossaise, puis la Grande Loge de France animées du même esprit ont également plusieurs dignitaires qui occupent des fonctions électives ou ministérielles.
S'engageant totalement contre l'« obscurantisme religieux » et affichant une claire volonté d'en finir avec le cléricalisme, la franc-maçonnerie française soutient ouvertement le parti républicain et s’implique largement dans le combat pour l'enseignement laïque et la sécularisation de la France. Sans prendre une part très active à la colonisation des territoires du second empire colonial français, elle contribue dans un second temps, au travers de loges locales, à son développement en s'impliquant dans la diffusion des valeurs républicaines auprès des populations autochtones des territoires contrôlés. Du pacifisme d'avant le premier conflit mondial à l'union sacrée durant la guerre de 1914-1918, elle s'élève, à l'issue du conflit, contre les atteintes à la laïcité de 1920 à 1924, puis elle soutient majoritairement la Société des Nations naissante et le cartel des gauches. À la chute de ce dernier, elle prend du recul sur l'engagement politique et ravive sensiblement ses fondements symboliques et initiatiques.
Sa détermination dans l'atteinte de ses objectifs autour de la libre-pensée, de la laïcisation et du progrès social, son implication dans des crises politiques ou des affaires touchant parfois directement les ordres maçonniques, parfois quelques-uns de ses membres, lui valent de multiples rancunes et inimitiés qui animent des courants réactionnaires et antimaçonniques virulents. Les courants nationalistes et catholiques intégristes trouvent dans la fin de la IIIe République, le début de la collaboration après la défaite de 1940 et l’avènement du régime de Vichy, les moyens de proscrire la franc-maçonnerie et de discriminer ses membres. Sa renaissance à l'issue de la Seconde Guerre mondiale et l'installation de la IVe République l'éloignent de l'action politique directe et publique pour des travaux plus discrets, symboliques, sociétaux ou spirituels selon les obédiences.

## La République à couvert
De 1877 à 1940, par l'appartenance d'une majorité de personnalités politiques du camp républicain aux ordres maçonniques, la franc-maçonnerie essaye et souvent réussit à faire appliquer dans la société son idéal de société politique et sociale. C'est du terme d'« Église de la République » que Pierre Chevallier qualifie son engagement public dans les affaires politiques du pays, de manière directe ou indirecte. Durant cette période, la franc-maçonnerie française connait, selon les diverses opinions, sa plus grande époque, mais également ses plus grandes difficultés.
Ces appartenances et ces engagements sont toutefois vécus de diverses façons, de manière constante pour certains, parfois avec éloignement ou rupture. Si durant le Second Empire, la franc-maçonnerie mise sous tutelle n'a quasiment aucune influence sur le pouvoir impérial, notamment durant la période autoritaire, la période libérale plus ouverte pour les obédiences préfigure les réformes de l'enseignement scolaire à venir et l'évolution de l'anticléricalisme — encore modéré à cette époque. La victoire définitive des républicains en 1877 voit l'accession aux postes d'élus de nombreux députés, sénateurs, conseillers généraux et maires membres de la franc-maçonnerie.
Le Grand Orient de France, principale obédience française qui en 1877 supprime l'obligation de croire en Dieu de ses constitutions et se réclame désormais de la « liberté absolue de conscience », confirme sans détour, lors de son convent de 1894, la nécessité de s'élever en rempart de la République face à un retour des tenants de l'alliance du trône et de l'autel. Elle y affirme la nécessité de confier les rênes de la République à ceux qui ont favorisé son avènement et évoque « la franc-maçonnerie qui n'est autre que la République à couvert, comme la République n'est autre que la franc-maçonnerie à découvert ». Malgré la victoire républicaine, l'obédience prône la continuité d'un engagement jugé indispensable pour la pérennité de la République.

### Recrutement et sociologie

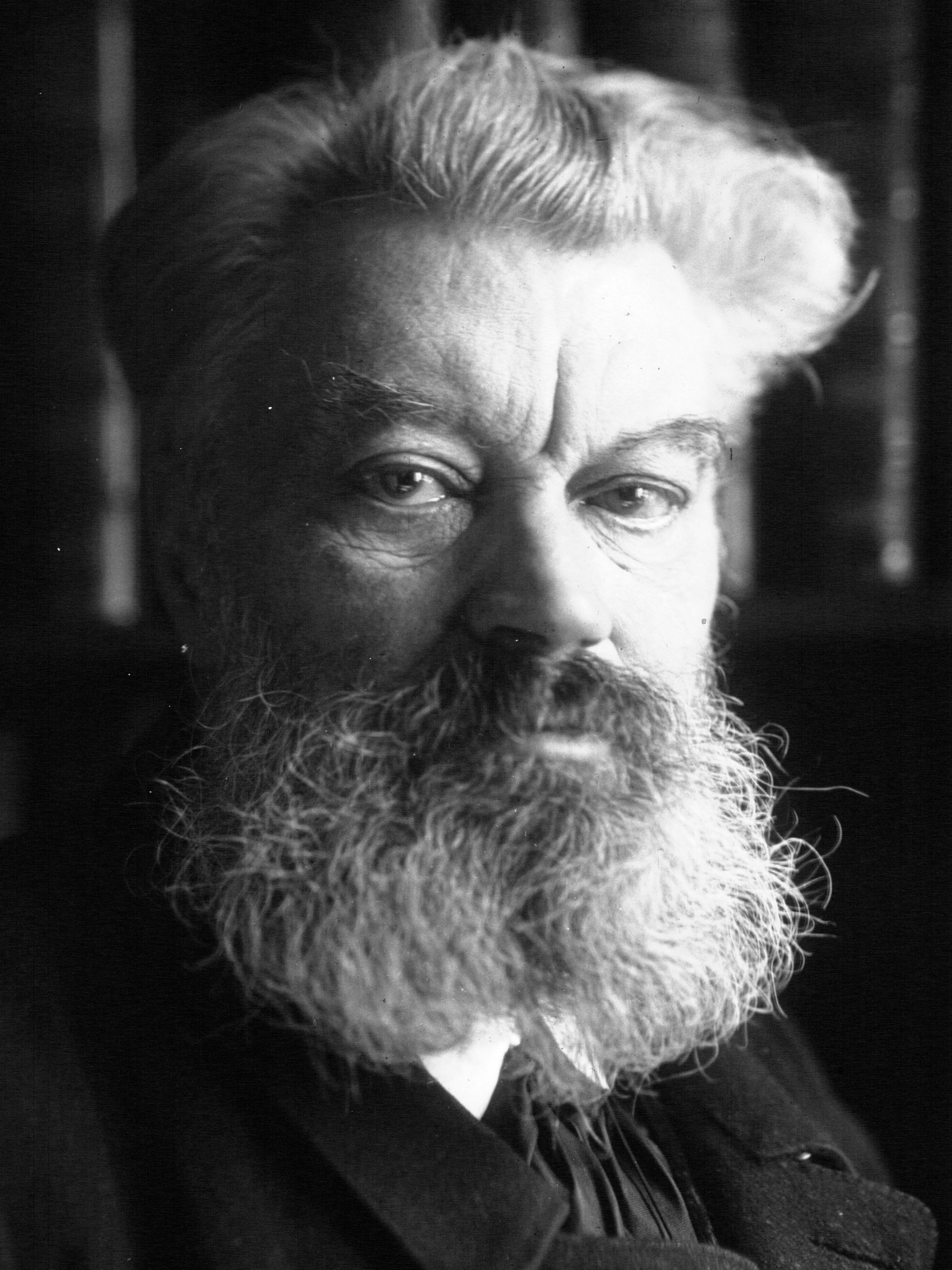
Camille Pelletan, membre fondateur du Parti radical.

L'extension du recrutement de la franc-maçonnerie et l'augmentation du nombre de ses membres sont consubstantielles à la victoire définitive de la République en 1877. La grande majorité des membres du Grand Orient de France, principale obédience française, est dans cette période largement constituée par la petite et moyenne bourgeoisie, intégrant artisans, commerçants, juristes, journalistes ou professeurs, qui côtoient parfois des hommes d'affaires, ingénieurs et quelques fonctionnaires. Le Grand Orient et ses membres se montrent très actifs dans leurs actions de recrutement en direction des enseignants et des militaires, milieux perçus comme sous influence catholique depuis de nombreuses années. Si le recrutement dans l'enseignement s'avère important dès 1888, le recrutement dans l'armée est largement moindre et malgré une légère augmentation du nombre de militaires francs-maçons, l'affaire des fiches laisse apparaitre en 1904 que l'armée et la marine restent des bastions traditionnellement conservateurs.
L'ouverture du recrutement se traduit aussi dans les relations qui s'établissent entre la franc-maçonnerie en général et les tendances politiques libérales de l'époque, parmi lesquelles les partis républicains, des républicains modérés à l’extrême gauche. L'évolution idéologique du Grand Orient entre 1890 et 1900 transforme sensiblement les effectifs de l'Ordre, les radicaux républicains devenant majoritaires. Camille Pelletan, membre de la loge « La Clémente Amitié », développe le Parti radical dont Georges Clemenceau, sans être franc-maçon, dirige l'organe appelé La Justice. Cet organe travaille à son programme : séparation de l'Église et de l'État, impôt sur le revenu, révision de la constitution sont les principaux projets du parti. À initiative de Gustave Mesureur, dignitaire de la Grande Loge de France, et de Léon Bourgeois, membre du Grand Orient, se réunit en juin 1901 le premier congrès du « Parti républicain radical-socialiste ». Si les constitutions du Grand Orient dans son article 15 interdisent aux loges d’adhérer à un parti politique ès qualité, une circulaire du 18 mai 1903 autorise les membres de l'Ordre à constituer des rassemblements à l’extérieur pour travailler aux questions économiques et sociales. De fait, de nombreux membres dirigeants ou militants du Parti radical sont des francs-maçons appartenant à l'une des deux principales obédiences françaises. Une synergie s'installe alors entre les questions débattues en loge ou en convent et les thèmes abordés dans les congrès radicaux.
La majorité de radicaux francs-maçons du Grand Orient appartiennent à la petite bourgeoisie et revendiquent une filiation avec les idéaux de la Révolution française. Toutefois, deux tendances se dessinent. La première, de tendance modérée, soutient une idéologie libérale et individuelle, sans s'opposer à des réformes, la seconde voit dans une alliance avec les socialistes la possibilité d'accéder à des buts communs en passant par des voies légales. Dans les années 1890 à 1900, les radicaux sont majoritaires dans les loges ; toutefois quelques personnalités du socialisme sont membres de l'Ordre comme Marcel Sembat ou Arthur Groussier. L'influence croissante des socialistes dans la vie politique du pays leur ouvre plus largement les portes des loges de la franc-maçonnerie libérale soucieuse d'unité de la gauche et à la recherche d'alliance. Dès lors de nombreux socialistes deviennent francs-maçons et les diverses tendances se mêlent dans les loges des obédiences.

### Engagement politique

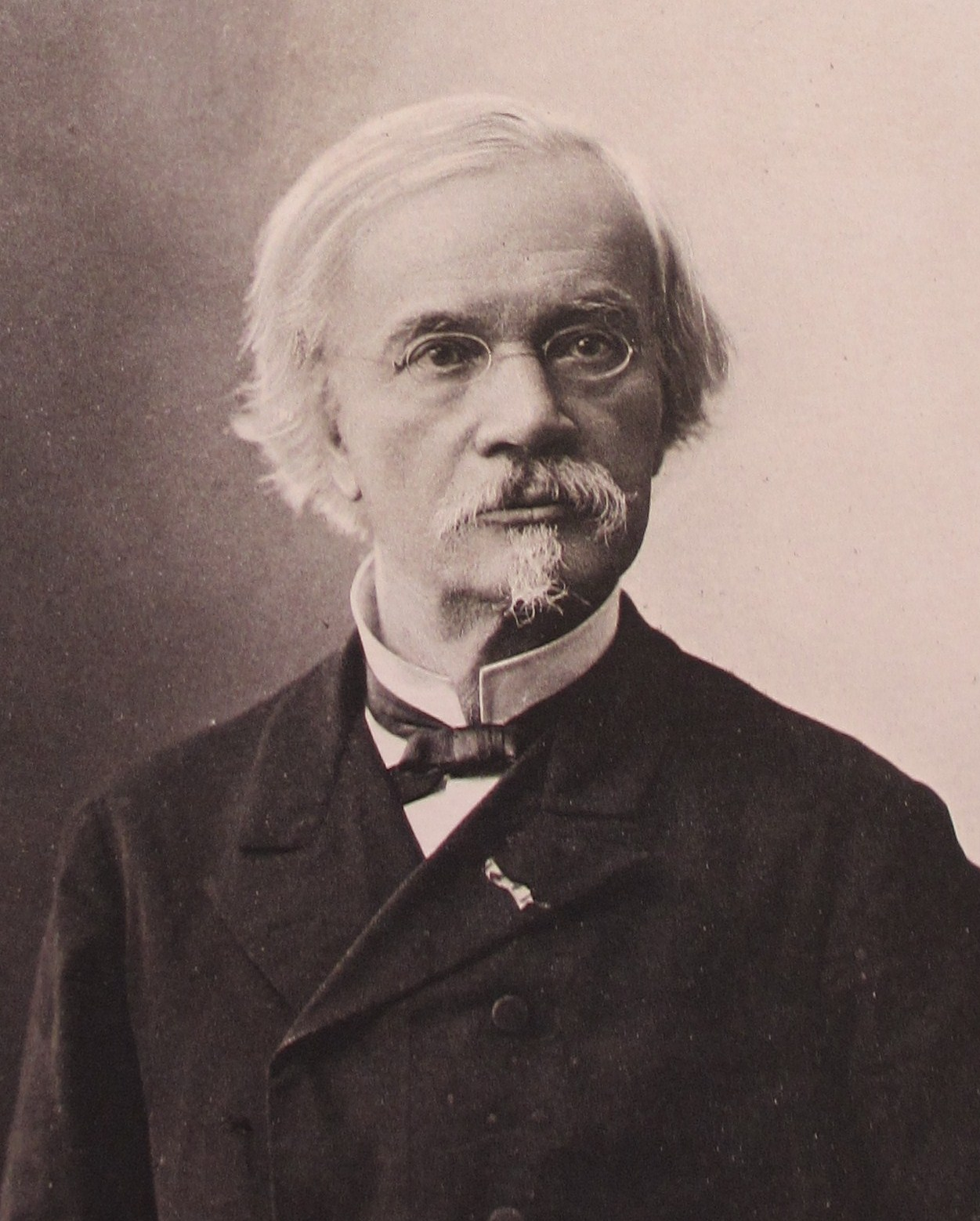
Jean-Claude Colfavru, auteur d'une réflexion sur l'engagement des francs-maçons dans la société.

L'évolution philosophique et politique du Grand Orient de France amène naturellement la question du rôle de la franc-maçonnerie dans la République naissante. L'avocat franc-maçon Jean-Claude Colfavru lors du convent de 1885 livre une réflexion — De la mission de la franc-maçonnerie dans notre patrie la France — sur l'engagement que doivent avoir les francs-maçons dans la cité. Cette réflexion justifie l'engagement dans la société qui s'inscrit dans une tradition de lutte contre les ennemis de la liberté et de la science, mais également contre « l'esprit sacerdotal étriqué » obstacle à la connaissance. La constitution dont se dote le Grand Orient en 1884 contient les principes qui portent l'aspiration d'action dans la société et qui l'invite selon l'interprétation des membres du convent de 1889 à sortir de la sphère uniquement spéculative.
Malgré ces prises de position, le soutien à la ligne de l'apolitisme maçonnique reste vivace dans les assemblées générales de l'Ordre et des rappels sont faits autour des articles constitutionnels qui interdisent les débats de nature politique ou religieuse pouvant provoquer des dissensions entre les membres. Cette ligne est appuyée par les arguments de Jean Macé qui ne détermine rien de positif pour l'Ordre dans un engagement direct dans le politique. Cette façon de penser est contestée par des francs-maçons de renom à l'image de Severiano de Heredia qui défend l'idée d'un engagement de la franc-maçonnerie dans des questions d'enseignement ou d'assistance et de solidarité. La composition du Conseil de l'ordre reflète toutefois un vaste engagement de ses membres dans des questions politiques, une grande partie des conseillers occupant des postes importants tant à la Chambre des députés qu'au Sénat. Ces orientations nouvelles sont partagées par la Grande Loge de France avec une moindre intensité et provoquent une division en son sein ; plusieurs ateliers quittent cette obédience, arguant de l'abandon des pratiques traditionnelles initiatiques et du perfectionnement individuel pour entrer dans la politique.
Lors du convent du Grand Orient de 1893, un long débat se fait jour sur le rôle de la franc-maçonnerie en politique. Si la question de l'engagement de l'Ordre dans la cité semble acquise, les loges réclament une méthode de travail. Seule une circulaire voit le jour et invite les loges et les membres à s'engager dans la campagne électorale à venir, mais le refus de choisir ou de nommer un candidat persiste, arguant du respect des idées politiques des membres. La victoire aux élections législatives de 1893, qui voient l'arrivée au pouvoir de nombreux républicains et une percée des socialistes, incite l'Ordre à définir une orientation sociale claire tout en continuant de refuser d'« investir » des candidats aux élections. L'action politique que trace alors le Grand Orient, toujours dans le cadre défini par le convent de 1893, est celle du lancement de thèmes de réformes étudiées en loge, qui sont mises en œuvre grâce aux votes dans les assemblées parlementaires des membres élus. Cette forme d'engagement qui précise que les loges ne doivent pas adhérer à des partis politiques, mais que seuls les membres élus doivent s'y engager dans le but de faire passer les programmes débattus en loge, est rappelée par une circulaire le 22 mai 1907. C'est donc autour d'un programme de questions mises à l'étude des loges, dont les thèmes sont proposés en fin de convent chaque année, puis débattus en congrès régional et synthétisés au convent annuel suivant en charge de ratifier le rapport final, que de nombreuses questions ont connu une suite législative. Gaston Martin dans son Manuel d'histoire de la franc-maçonnerie française commente cette méthode de travail hiérarchisée en trois niveaux — loge, congrès, convent — comme un système de « comité consultatif de la République » tandis que ses détracteurs dénoncent pour leur part une « dictature occulte de comité d'idéologues ». À compter de 1890, les questions travaillées en loge puis débattues en convent commencent à trouver des sanctions législatives.

### Avancée de l'idée sociale

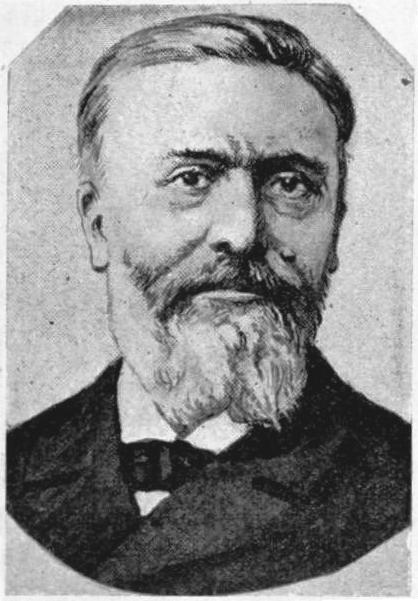
Frédéric Desmons, grand maître du Grand Orient, hostile à l'influence du clergé sur les questions sociales.

Dès l'apparition de la franc-maçonnerie en France, l'ordre et ses loges se soucient d'actions caritatives et de bienfaisance. Ces actions sont primordiales notamment durant les périodes autoritaires ; la fraternité et l'affection portée à l'humanité, contenues dans l'idée maçonnique, trouvent une réponse au travers de ces actions. Le thème du combat pour le progrès, qui s’inscrit dans cette tradition et qui s'installe dans les années libérales du Second Empire, devient apparent dès 1848. Cette année-là, un article de la revue Le Franc-Maçon valide l'idée qu'il revient à la franc-maçonnerie d'apporter des solutions aux grandes questions sociales du pays, notamment en ce qui concerne l'organisation du travail. Dans les années 1870, Léonide Babaud-Laribière souligne également l'importance de travailler au progrès social, principalement autour de coopératives ou d'institutions de crédit. L'engagement contre le cléricalisme accentue également la volonté de s'occuper des questions sociales, face au naissant catholicisme social d'Albert de Mun et de René de La Tour du Pin qui compte 400 comités en 1884, et pousse Frédéric Desmons, grand maître du Grand Orient, à pointer le rapprochement qui semble s'établir entre l’Église catholique et les socialistes. Il invite dès lors à la lutte contre ce nouveau foyer de cléricalisme. En 1885, il réaffirme le danger que représente l'extension de l'influence du clergé portée par la nouvelle politique sociale édictée par le pape Léon XIII.
Les questions étudiées dans les loges des ordres maçonniques sont, à compter de 1885, largement tournées vers les domaines économique et social. De nouvelles loges aux titres distinctifs évocateurs voient le jour à l'image de la loge « Le problème social » qui consacre ses travaux à la question des inégalités sociales. À partir de 1890, une majorité des membres des loges sont favorables aux idées socialistes avec quelques réserves autour de la liberté et de la propriété privée. Travaillant aux réformes à apporter à la société française dans un but d’amélioration des conditions de vie des citoyens, les propositions qui ressortent des travaux visent à construire une « République sociale » fondée sur l'équité. Plusieurs projets sont alors portés par la franc-maçonnerie.

### Rôle dans l’action sociale et fiscale

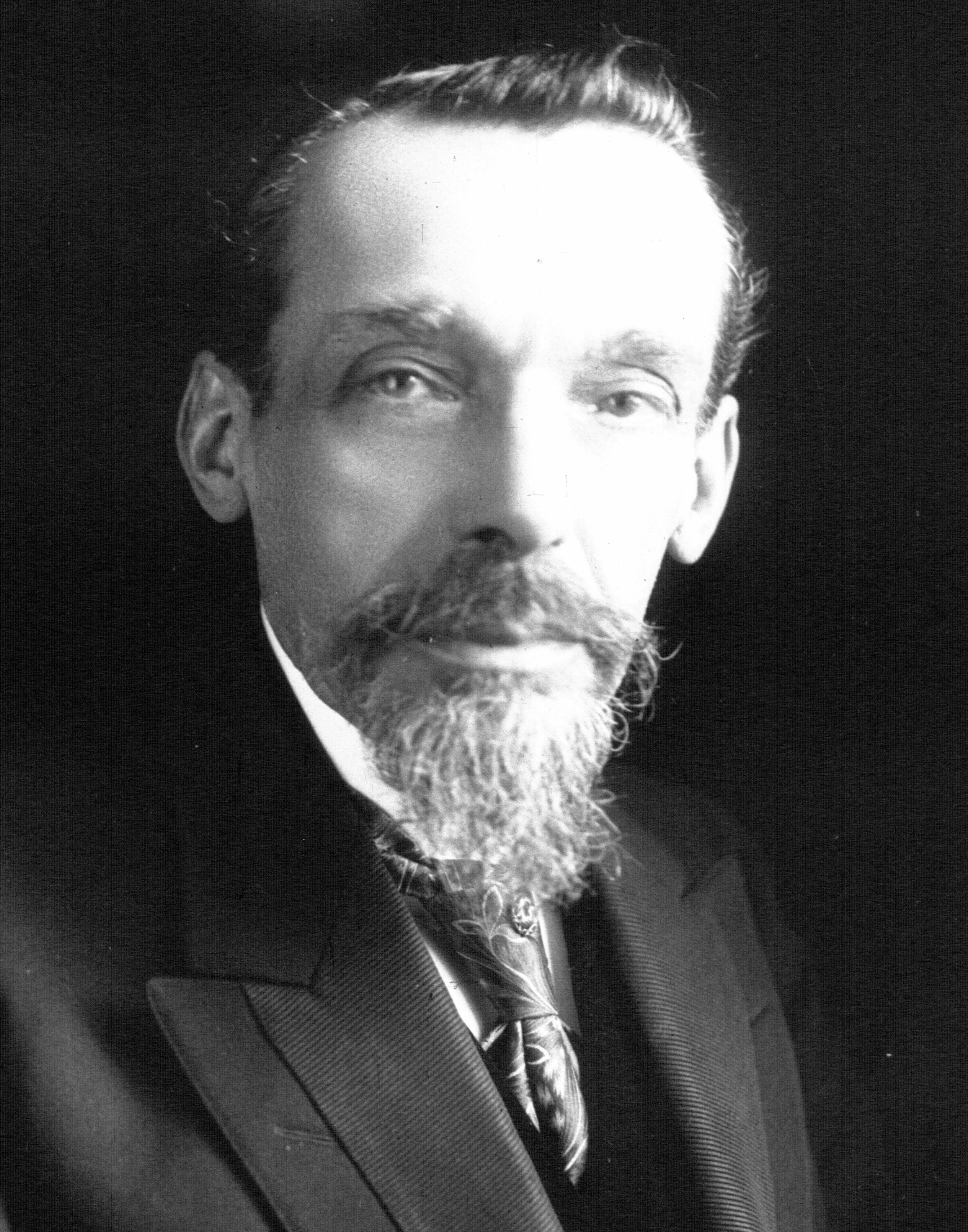
Gustave Mesureur, à l'initiative d'une réflexion sur l'instauration d'une caisse nationale des retraites.

L'intervention dans la législation sociale et l’intérêt porté par les francs-maçons aux difficultés connues par les déshérités de la société font l'objet d'une attention particulière dès 1875. L'organe de diffusion maçonnique La Chaîne d'union diffuse plusieurs articles qui proposent la création d'un organisme national d'assistance en faveur des enfants, des malades, infirmes et vieillards. En 1880, Gustave Mesureur invite les loges à étudier la question d'une caisse nationale des retraites. En 1898, le convent du Grand Orient débat de nouveau de la création d'une assurance maladie et vieillesse ; une majorité de loges se prononce en faveur d'une forme d'organisation et de financement tripartite entre l’État, l'employeur et le salarié. Ce convent valide ces propositions et incite les parlementaires francs-maçons à user de leur influence pour faire voter une loi en ce sens.
Sans avoir le monopole des propositions sociales — la loi de 1910 sur les retraites ouvrières et paysannes est également soutenue par les abbés Lemire et Gayraud —, les membres des ordres maçonniques s'investissent aussi dans les questions des droits des femmes et des enfants. En 1899, Alfred Faure intervient au convent pour demander que les loges étudient les conditions de travail des enfants dans les orphelinats, les couvents et autres établissements s'occupant d'enfance déshéritée. Rapidement, le député franc-maçon Eugène Fournière dénonce au parlement « l’exploitation » des enfants dans certaines institutions religieuses. Des questions sont également posées sur le problème de l'alcoolisme et ses répercussions sur la criminalité et l'instruction ainsi que sur une réforme du code pénal.
De nouvelles dispositions qui enrichissent la législation sociale sont débattues en loges et en convent des ordres maçonniques, comme la journée de travail à 11 heures en 1900, le repos obligatoire du dimanche en 1906, la création d'un ministère du Travail dont les lois créatives sont déposées par les francs-maçons Gaston Doumergue, puis René Viviani. De manière assez hétéroclite, de nombreux travaux sont mis en chantier pour proposer aux législateurs des réformes économiques et sociales. En 1910, des propositions sont faites pour réglementer l'apprentissage, pour réduire l'exode des paysans vers les villes, pour réformer le code d'instruction criminelle. En 1911, un projet de loi pour la retraite à 65 ans est débattu dans les ateliers, ainsi que des propositions pour combattre la prostitution, pour soutenir les familles nombreuses ou encore lutter contre l'alcoolisme. Toutefois, les initiateurs des réformes dans plusieurs domaines ne sont pas uniquement francs-maçons. Les socialistes ou les catholiques libéraux prennent part dans leurs organes respectifs à l'étude et à la traduction législative des avancées sociales.
En 1891, une circulaire du Grand Orient propose de travailler sur une douzaine de réflexions visant à proposer une réforme globale de l'impôt. Ce dernier touche directement la possibilité de redistribution des richesses créées à l’ensemble du corps sociétal ainsi qu'au financement des réformes sociales et des charges publiques. Le principe de l’impôt progressif est retenu après de longs et discordants débats sur le sujet. Ces discordances se traduisent par plusieurs échecs législatifs, y compris au Sénat malgré la majorité de sénateurs francs-maçons. Il faut attendre le début de la Première Guerre mondiale pour voir l'introduction de l’impôt sur le revenu dans la législation fiscale. Au sortir de la guerre, les finances exsangues du pays relancent le débat dans les loges sur les réformes fiscales visant à rétablir les finances du pays. Les travaux des loges du Grand Orient sont plus vastes que la fiscalité et posent des propositions de réformes de l'économie et des finances, et englobent dette publique, dommages de guerre, impôt successoral et dettes interalliées. En 1924, toutes les propositions sont en adéquation avec le programme du cartel des gauches.

### Rôle dans l'action électorale et syndicale

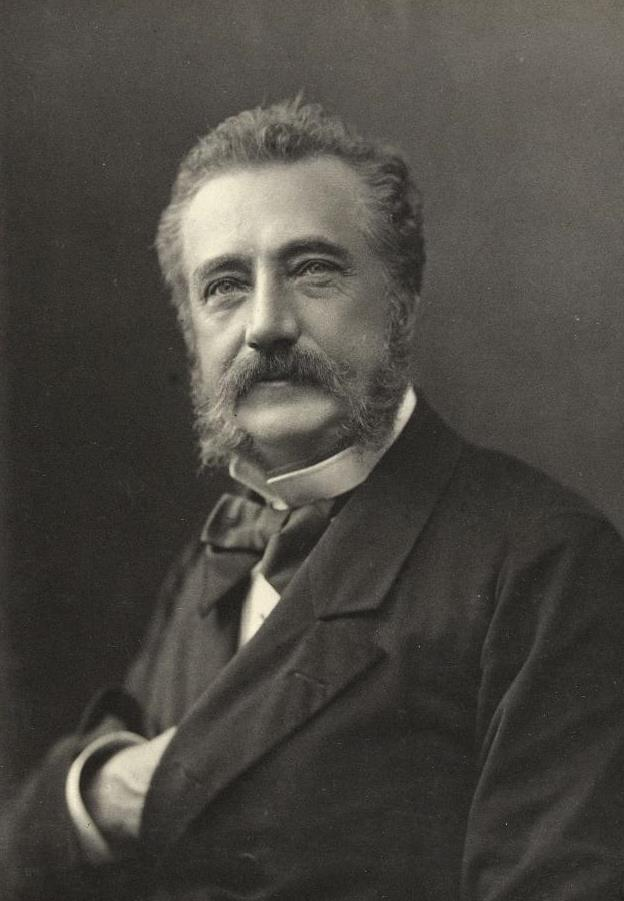
Eugène Delattre, avocat en faveur d'une représentation proportionnelle des élus.

La question du mode de scrutin est évoquée au sein de la franc-maçonnerie dès la période libérale du Second Empire où les propositions de l'avocat Eugène Delattre posent les prémices, au travers de ses publications, d'une représentation proportionnelle des élus et d'une plus grande légitimité de la représentation populaire. À la fin du XIXe siècle, la question devient un objet de travaux des loges. L'aboutissement des travaux de plusieurs loges dont celle d'Antoine Blatin, ardent défenseur de la représentation proportionnelle, incite le convent du Grand Orient de 1898 à soumettre au vote l'adoption de ce mode électoral. Après de vives discussions avec les défenseurs du scrutin d'arrondissement qui permet de meilleures opportunités politiques, le convent adopte le rapport du président de l'assemblée et invite les partis républicains à inscrire cette proposition en tête de leur programme politique. La Grande Loge de France s'engage dans les mêmes réflexions à compter de 1905.
Les lois sur le mode de scrutin sont débattues en 1912 ; toutefois le Sénat dont la majorité radicale défend le scrutin par arrondissement rejette la proposition. En 1914, l'assemblée se prononce de nouveau à la demande d'Arthur Groussier, mais le débat au Sénat est ajourné à cause du début de la Première Guerre mondiale. Le Sénat finit par adopter la proposition de loi sur la représentation proportionnelle et le scrutin de liste qui s'applique pour les élections de novembre 1919. Le résultat de ces élections conforte la position des francs-maçons hostiles à ce mode de scrutin, voyant l'arrivée de nombreux parlementaires qualifiés de réactionnaires et une perte de sièges pour la gauche. En 1924, le Grand Orient demande alors le retour au scrutin d'arrondissement uninominal, ce mode plus opportuniste à l'intérêt politique affirmé étant considéré dès lors comme un système de défense de la République. La chambre vote ce retour en 1928 : les élections législatives de 1928, 1932 et 1936 usent de ce mode uniquement.
L'intérêt des francs-maçons pour le syndicalisme apparaît dès 1883, en prônant la création de chambres syndicales paritaires entre ouvriers et patrons et en appelant au règlement des conflits par l'arbitrage, ou en demandant la création d'un ministère de l'Industrie, la question principale se posant autour des syndicats ouvriers. L'action dans ce domaine est d'importance pour le Grand Orient qui souhaite peser sur les progrès sociaux, en évitant de laisser le champ libre aux institutions religieuses. En 1910, son convent se prononce pour un renforcement des rôles du syndicalisme ; sa proposition adopte une forme particulière. Selon le convent, la fonction des syndicats n'est pas de former la classe ouvrière à une révolution anticapitaliste, mais à un travail pacifique d'éducation des couches ouvrières de la population, devant aboutir à l'évolution du régime républicain. Dès lors, l'extension de la compétence civile des syndicats ainsi que le droit de syndicalisation des fonctionnaires peut proposer l'effacement d'une gestion autoritaire par l'État pour une direction et une gestion paritaire sous forme participative autour de la création d'un ministère du Travail.

### Rôle dans l'évolution des droits civils

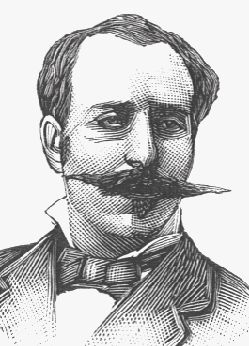
Antoine Blatin, l'une des figures du mouvement crématiste favorable au droit à l'incinération des morts.

L'engagement des francs-maçons français dans le mouvement crématiste est ancien et plusieurs tentatives de légalisation de l'incinération des morts sont rejetées par les pouvoirs précédant ceux de la IIIe République. L'idée fait toutefois son chemin en Europe, principalement en Allemagne, pays protestant et plus ouvert à la diversité des pratiques funéraires. C'est le cas également en Italie où un mouvement crématiste largement soutenu par les obédiences maçonniques s'active en 1860. Giuseppe Garibaldi, « premier franc-maçon d'Italie » demande par voie testamentaire à être incinéré,.
En France en 1883, une nouvelle proposition appuyée par plusieurs parlementaires francs-maçons et une pétition de 5 000 signatures sont rejetées par la Chambre des députés. Antoine Blatin, futur grand-maître du Grand Orient de France, permet par son action de rendre légale la crémation en France. Il dépose à cet effet un amendement sur le bureau de la Chambre lors du débat sur la liberté des funérailles civiles. Cet amendement autorise la liberté de choisir son mode de sépulture. L'amendement est adopté par la Chambre et ratifié par le Sénat qui se contente de supprimer le terme « incinérer » du texte réglementaire. La loi qui autorise la crémation est définitivement adoptée en octobre 1887.
Les premiers textes de loi autorisant le divorce datent du 20 septembre 1792. Lors de la Révolution française, les députés francs-maçons Jean-Baptiste Louis Ducastel et Louis Antoine Joseph Robin sont les initiateurs d'une première loi dont l'article premier précise que « le mariage se dissout par le divorce ». Si le code Napoléon préserve les dispositions sur le divorce par consentement mutuel, des modifications rendent son accès largement plus difficile. La Restauration de la monarchie qui réinstitue le catholicisme comme religion d'État et qui considère alors le divorce comme « un poison révolutionnaire » obtient par la loi Bonald de 1816 l'abolition des lois autorisant celui-ci. Adolphe Crémieux tente en 1848 de le légaliser de nouveau, cependant sa proposition disparait dans une commission constituée pour étudier la question. Alfred Naquet relance le débat sur le divorce par sa persévérance et son engagement. Son appartenance maçonnique sert le courant anti-maçonnique catholique qui l'exhibe dans sa propagande contre le divorce. Inlassable militant pour le divorce, il publie un ouvrage qui suscite la polémique : Religion, propriété, famille. L'ouvrage propose l'union libre et dénonce le mariage indissoluble comme attentatoire à la liberté. Au terme de multiples engagements politiques, une loi qui rétablit la légalité du divorce est promulguée le 27 juillet 1884. Cette loi reste toutefois moins libérale que le texte de 1792, le divorce par consentement mutuel n'y est pas rétabli.
Les prémices de la liberté d'association naissent avec la Révolution et la loi du 21 août 1790, mais elle est rapidement remise en cause. Le Premier Empire, particulièrement méfiant envers tous les rassemblements, pénalise au travers de l'article 291 du Code pénal tous les rassemblements de plus de vingt personnes non soumis à une autorisation préalable. Les régimes qui suivent ne sont guère plus libéraux et l'article 291 est toujours actif à la chute de la monarchie de Juillet. Le gouvernement provisoire de la Deuxième République composé de nombreux francs-maçons restaure ce droit par un texte très large et libéral. Desservi par une rédaction trop évasive, le texte est abandonnéet les décrets d'application ne sont jamais promulgués. Au début du XXe siècle, le gouvernement Waldeck-Rousseau inscrit cette libéralisation dans le cadre de la lutte contre les congrégations et la laïcisation des institutions. Après de longs débats et un engagement acharné, il obtient l'abrogation de l'article 291, le 1er juillet 1901, par le vote de la loi sur la liberté d'association. La loi est très libérale pour les associations et très restrictive pour les congrégations, qui sont soumises à un régime d'exception qui leur impose un ensemble de contraintes, d'autorisations complexes et de surveillances.

## Laïcisation de l’État et de la société
La victoire des républicains incite l'Ordre à la mise en œuvre de ses projets positivistes dans la société française. La réussite de cette entreprise passe selon les francs-maçons par la laïcisation de l’État et de la société ainsi que par un laïcisme actif qui vise à mener à la disparation de toutes conceptions métaphysiques. Tout en professant la liberté de pensée et la tolérance, le combat s'engage « contre toutes les superstitions », à savoir les religions et en particulier le catholicisme. Un an après le vote du convent du Grand Orient de France qui supprime l'obligation de croyance en Dieu pour accéder à ses loges, l'anticléricalisme s'établit plus largement à l'intérieur de l'Ordre. Le convent de 1878 confirme cette orientation et l'inscrit dans le combat mené dans le cadre de la rénovation de la société. Le cléricalisme affublé du drapeau de « l'ignorance et du fanatisme » et qualifié de réactionnaire devient l'ennemi qu'il faut supprimer définitivement. La franc-maçonnerie française se définit alors comme un rempart face aux ennemis des Lumières et du progrès et traite les soutiens du « parti clérical » comme des « croisés en lutte contre la République et son gouvernement », accusant les cléricaux de tous bords de pratiquer l'« obscurantisme religieux » et de combattre la démocratie.
La démarche ainsi formulée et exprimée place de fait les francs-maçons dans un cadre respectueux des lois et de leurs droits de citoyens, face aux attaques des réactionnaires. Progressivement s'installe dans la société française un climat de guerre civile, n’allant pas sans rappeler celui des guerres de Religion, n'opposant plus catholiques et protestants mais tenants du dogme religieux à ceux de la libre-pensée. Dans cet engagement la Grande Loge symbolique écossaise se montre parfois la plus virulente, affichant des divergences avec l'obédience principale, lui reprochant une certaine tiédeur dans son combat pour la laïcisation du pays, ce projet s'inscrivant dans « la guerre des deux France » qui agite la vie publique depuis la Révolution.
À partir des années 1890, la nouvelle doctrine sociale de l’Église prônée par le pape Léon XIII au travers de l'encyclique Rerum novarum est perçue par les francs-maçons comme un danger pour les libertés et la démocratie, menaçant l'avenir de la République. La nouvelle doctrine est aussi dénoncée comme un « péril concurrentiel » pour la franc-maçonnerie, pour qui l'action cléricale « se cache derrière une laïcité d’apparat ». L'affrontement contre le clergé s'étend au-delà du seul soutien à la République, mais vise également à rendre l'enseignement gratuit, laïque et obligatoire tout en faisant interdire les congrégations religieuses. Par la suite, cet affrontement se cristallise autour de l'épuration de la fonction publique des éléments cléricaux, et finalement, de la séparation définitive et complète de l’Église et de l’État.

### Enseignement laïque et gratuit

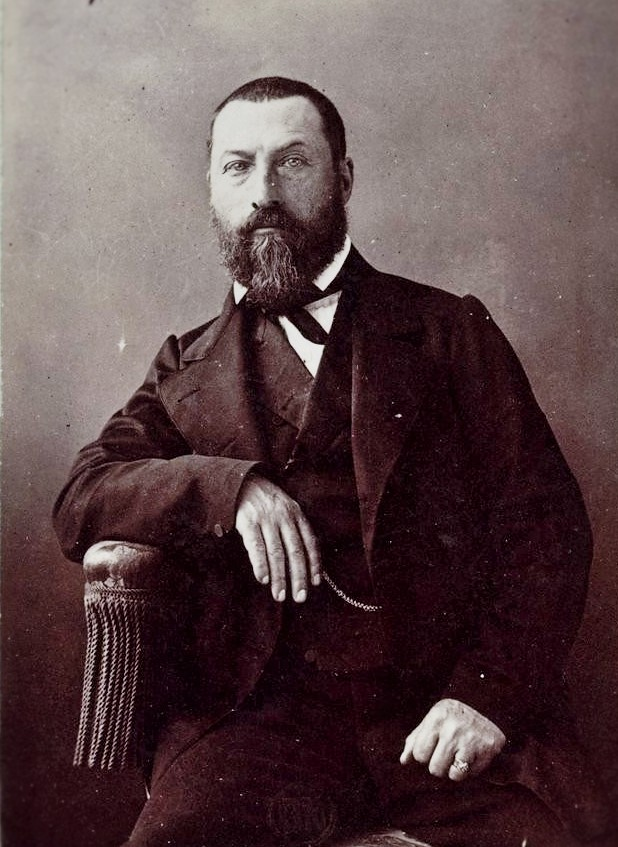
Jean Macé, créateur de la Ligue de l'enseignement.

Projet en lien avec l’idéal du mouvement des Lumières et des philosophes du XVIIIe siècle, qui s'inscrit dans l’imaginaire d'une franc-maçonnerie qui se doit de mettre en œuvre les moyens d'un savoir et d'une connaissance accessible à tous, le projet d'école gratuite et libérée de la tutelle des congrégations religieuses occupe de nombreux travaux de la franc-maçonnerie dès 1870. Parfois nommée « École unique », deux motifs animent la démarche. Le premier d'ordre philosophique est une traduction du terme de « lumière » qui symbolise l'instruction et la connaissance, source de discernement et dont découle une pensée indépendante. Cette liberté de pensée s'établit au travers d'une instruction publique fondée sur la science, la morale et le savoir. Le second est politique, le principe d’accès à l'instruction seul ne permet pas à certaines classes sociales d'accéder à des enseignements supérieurs. Cette difficulté qui pérennise de fait un système inégalitaire qui favorise les classes bourgeoises et bloque de fait l'ascension sociale, risque de pousser à une révolution prolétarienne dont les francs-maçons en général ne veulent pas.
En adhérant largement à la Ligue de l'enseignement créée par Jean Macé, les francs-maçons soutiennent sa démarche et lancent souscriptions et pétitions qui rassemblent de nombreuses signatures. Le débat dans les loges tourne autour de la création de l'instruction gratuite et obligatoire ou de la création d'écoles dépendant directement des ordres maçonniques ; cependant les ressources utiles et considérables pour de telles créations sont loin d'être disponibles et la proposition est rejetée plusieurs fois. La revendication de l'école publique et gratuite fait partie des thèmes les plus soutenus par les convents du Grand Orient. Une des justifications principales mise en avant par l'obédience principale en sa faveur, relève du pacifisme et du bannissement de la guerre tant internationale que civile. L'instruction du peuple permettant l'évolution de la société, sa participation éclairée à l'avancée de la condition ouvrière et paysanne, dégagée de l'obscurantisme religieux et de l'ignorance, l'éloignerait des actes révolutionnaires qui servent ses adversaires, pour une évolution pacifique de la société républicaine.

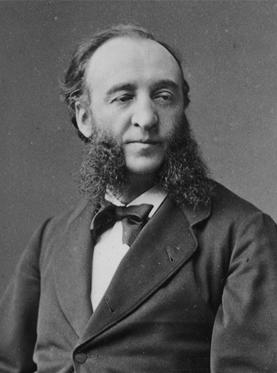
Jules Ferry, promoteur de l'enseignement laïc et gratuit.

Entré en franc-maçonnerie en 1875 dans la loge « La Clémente Amitié » en compagnie d'Émile Littré, Jules Ferry devient en 1879 ministre de l'Instruction publique et fait voter le 9 aout 1879 la loi créant les écoles normales primaires dont le but est de former les instituteurs appelés à remplacer les prêtres des congrégations religieuses. Il nomme cette même année Ferdinand Buisson à l'enseignement primaire et procède au retrait du droit de collation des grades universitaires à l'enseignement privé. Il met en œuvre une première attaque contre les congrégations religieuses. Entre 1880 et 1885, plusieurs lois vont rendre l'école gratuite et obligatoire. Le corpus des matières à y enseigner écarte l'instruction religieuse et les congrégations non autorisées sont largement évincées de l'enseignement public. La loi du 30 octobre 1886 clôture par son obligation de laïcisation des personnels des écoles publiques l'objectif de sécularisation de l'enseignement public.
Suivis de près par le Grand Orient, les efforts politiques sur ce sujet sont salués lors du convent de la même année par une motion de soutien. La paternité de ces lois est largement revendiquée par les loges maçonniques qui y voient l'aboutissement de nombreux efforts autour de questions étudiées en leur sein depuis le Second Empire.
Six ans après leur vote, les lois scolaires de laïcisation ont du mal à être appliquées dans tout le territoire. Des interventions ont lieu au convent du Grand Orient de 1892 pour signaler que malgré la circulaire du ministre de l'Instruction publique Léon Bourgeois qui interdit l'instruction religieuse, la pratique perdure dans l'école publique. L'accentuation de la pression pour mettre en pratique les lois votées et écarter toute survivance religieuse dans les écoles se fait dès lors forte de la part des francs-maçons ; les instituteurs qui ne respectent pas les lois sont vilipendés. Les propositions des loges visent désormais à interdire tout membre d'une congrégation, même tenant d'un brevet de capacité et à faire abroger la loi Falloux. L'enseignement religieux devenant d'ordre privé, les cours d'instruction civique et morale se doivent d'être étendus à tous les niveaux de l'éducation publique. Les réformes législatives débattues évoquent aussi la reprise par l'État de tous les biens des congrégations pour les affecter à l'enseignement supérieur, qui serait dispensé dans de nouvelles universités dont l'entrée se ferait sur concours tant pour les professeurs que pour les étudiants dans le but de créer une réelle méritocratie républicaine. Les propositions visent principalement à écarter les congrégations et le personnel catholique de l'instruction publique. Elles trouvent une réponse partielle en 1900 : si la loi Falloux n'est pas abrogée, une circulaire s'appuyant sur la loi du 30 octobre 1886 réaffirme l'interdiction aux instituteurs de tout emploi au service de l'Église.

### Épuration de la fonction publique

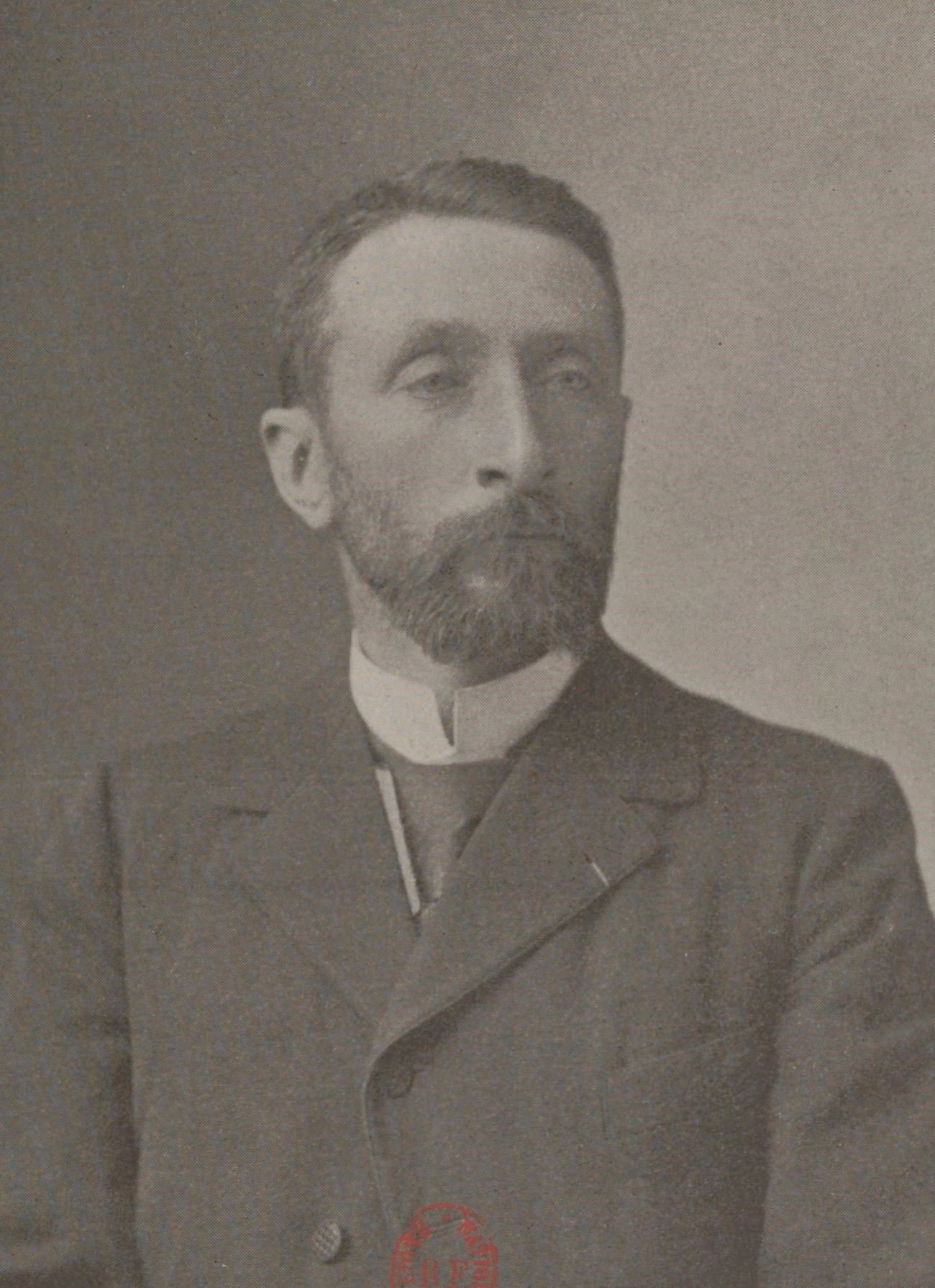
Fernand Faure, partisan d'une élimination de toute influence religieuse dans les institutions.

La radicalisation de la laïcisation qui s'opère autour de l'enseignement public s'accompagne également de propositions de francs-maçons qui visent à écarter de la fonction publique française ceux qui ne sont pas issus de l'appareil républicain. En effet, afin de permettre l’avènement des idéaux maçonniques dans la société, les corps constitués doivent être coopératifs ou du moins ne pas faire obstacle. Des vœux émanant des loges sont proposés au convent du Grand Orient ; ils expriment la nécessité d'épurer progressivement la fonction publique en général. Ne doivent ainsi accéder aux postes à responsabilité que des fonctionnaires républicains affirmés et remplis d'esprit laïc. L'alliance de l'Ordre moral essaie plusieurs fois à l'occasion de crises gouvernementales de vaincre électoralement la coalition républicaine dont de nombreux francs-maçons sont membres et fait obstacle à sa volonté de laïcisation de la société. Elle voit s'opposer un anticléricalisme maçonnique qui s'exprime sans détour et va jusqu'à affirmer que l'on ne peut être républicain et catholique simultanément. Dans le sillage des écrits de l'auteur et franc-maçon Victor Courdevaux et des nombreuses conférences qu'il donne en loge autour des « prétentions politiques de l'Église », d'autres personnalités vont s'engager dans le combat pour la laïcisation des institutions du pays. Certaines sont plus radicales et élargissent le champ des critiques à toutes les religions, catholique, juive ou encore protestante, malgré l'alliance tacite entre le protestantisme libéral animé par Ferdinand Buisson ou Frédéric Desmons et la franc-maçonnerie. Fernand Faure demande au convent du Grand Orient de 1885 que toute influence religieuse soit éliminée des institutions pour permettre la victoire totale de la libre-pensée. Les loges du Grand Orient, au-delà de l'épuration du système éducatif, réclament aussi une réorganisation de l'État bâtie sur la neutralité la plus stricte autour des questions religieuses ou philosophiques : de longues listes de revendications sont transmises aux ministères et frères élus dans les institutions de la République.

### Séparation des Églises et de l’État

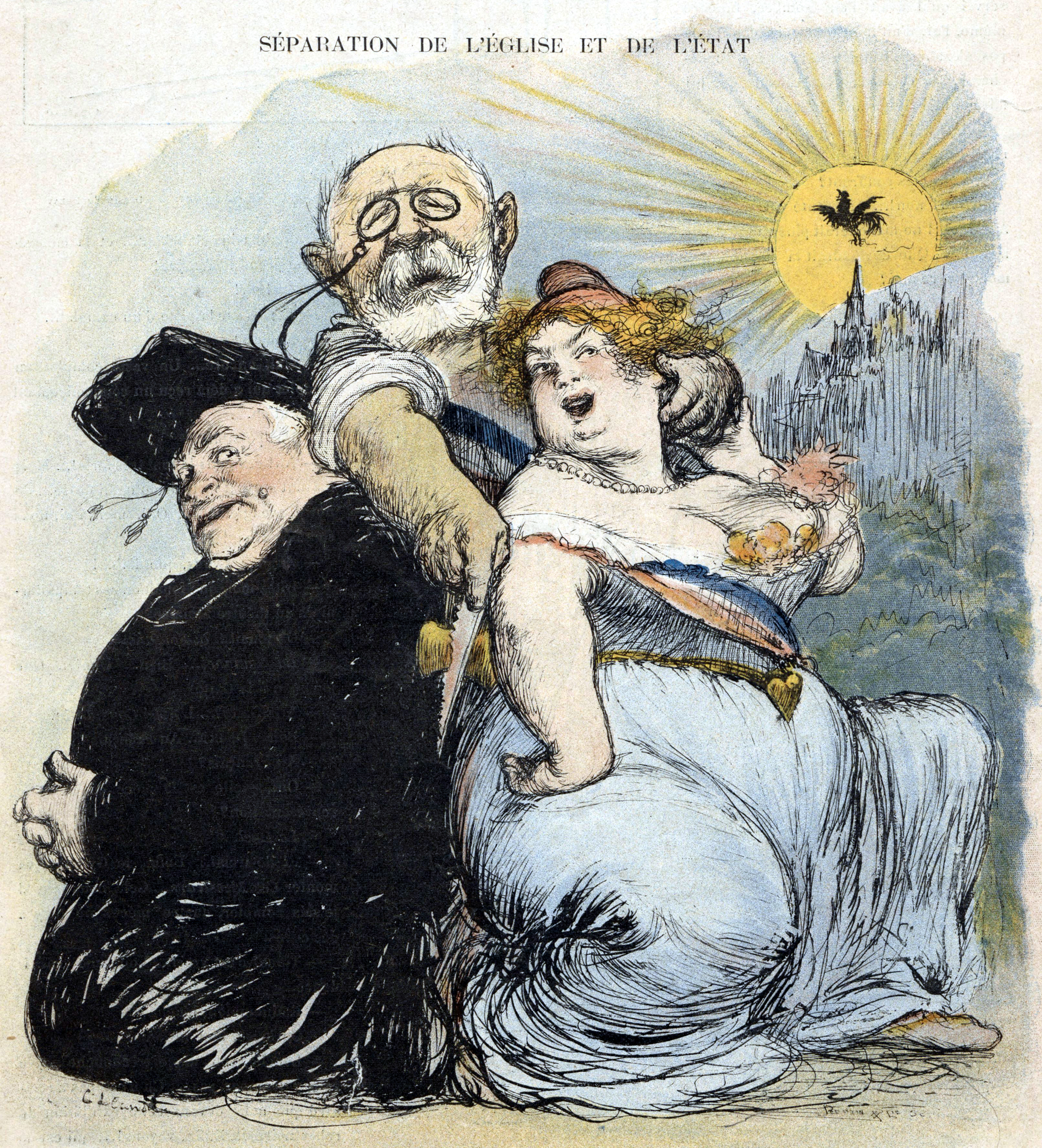
Caricature parue dans Le Rire. Jean-Baptiste Bienvenu-Martin, ministre de l’Instruction publique du cabinet Rouvier et franc-maçon de la loge La Clémente Amitié, tranche le lien qui relie l'Église et l'État (1905).

Les loges maçonniques vont travailler avec force à la préparation du projet de séparation des Églises et de l'État, acte majeur de la sécularisation de la République pour de nombreux élus républicains membres de la franc-maçonnerie. Le soutien le plus large est nécessaire pour faire aboutir cette réforme, la population rurale étant plus souvent attachée au catholicisme. Tous les points, tant politiques que juridiques sont abordés avec rationalisme et rigueur dans les travaux des loges. La réflexion qui prévaut dans les ateliers s'appuie sur la libération de tout dogme pour laisser place à des idées établies sur la science et la tolérance philosophique, seules à même selon les francs-maçons de permettre des progrès humains dans un monde toujours en évolution. Les débats opposent la « république des divinités éternelles à la république des idées » qui ne peut aboutir que par la séparation de toutes les Églises et de l'État. Le discours d'Auguste Dide au convent de 1885 expose les raisons et la philosophie qui nourrissent les réflexions des loges et rappelle que la fraternité doit l'emporter sur la polémique durant les débats. Son exposé affirme que la liberté de pensée des membres de la franc-maçonnerie et l'État qu'ils appellent de leurs vœux se doivent d'être dégagés « des principes rétrogrades et obscurantistes », pour faire place à l'évolution que proposent la science, la logique et la raison. Pour le Grand Orient, la séparation des Églises et de l'État s'inscrit dans l'héritage de la Révolution, elle est un aboutissement de la République comme principe gouvernemental.
Les arguments des loges portent aussi sur la nature du régime concordataire, dont les dispositions organisent les relations entre différentes religions et l’État en France. L'accord conclu en 1801 entre le premier consul Bonaparte et le Saint-Siège puis étendu par Napoléon aux religions protestantes et juives, dans un souci de contrôle du pouvoir au travers d'un subventionnement par l'État de toutes les religions, permet une forte pénétration de l'Église catholique, notamment dans les institutions de l'État. La question se pose clairement de subventionner, par l'argent de l'État, la croyance en des dogmes des diverses religions, tout en ne le faisant pour la franc-maçonnerie qui se revendique en cet instant comme une « Église de la République », dont la doctrine se fonde sur la raison, la science et la fraternité. Cependant, ce débat sur le financement des cultes ne s'établit pas sur une recherche de reconnaissance ou de subvention, mais plutôt sur celui de la rupture d'égalité de traitement entre les institutions, dès lors que ces subventions sont allouées à des religions et des doctrines qui s'affirment supérieures à l'État, à la science, et se dénigrent parfois entre elles.
Pour les défenseurs du budget du culte, que ce soit à la Chambre des députés ou au Sénat, les subventions au clergé ne sont qu'une forme de remboursement et de dédommagement des biens dont l'Église s'estime spoliée à la suite de la Révolution. L'argument est balayé dans un rapport du convent en arguant de lois de l'Ancien Régime qui précisent que les biens de l'Église sont possessions des rois. Pour le Grand Orient de France, l'Église est soumise à l'État qui peut disposer de ses biens comme bon lui semble.
Les termes de la séparation ne font pas l'unanimité et diverses positions s'établissent parmi les ordres maçonniques. Émile Combes, président du Conseil qui applique avec vigueur les lois anticléricales, estime toutefois que la France n'est pas prête pour la séparation ; il propose la mise en œuvre d'une religion civile républicaine. Des francs-maçons proposent la création d'une église gallicane libérale. Pour d'autres, plus radicalement, la séparation ne représente qu'une étape vers une politique étatique antireligieuse. Le vote de la loi est gêné par l'affaire des fiches dans laquelle est impliqué le Grand Orient de France. Elle est finalement votée les 3 juillet et 9 décembre 1905 à la Chambre et au Sénat. Une grande partie des parlementaires francs-maçons votent le texte, une minorité vote contre, le jugeant trop tiède.

## Réactions cléricales et antimaçonnisme

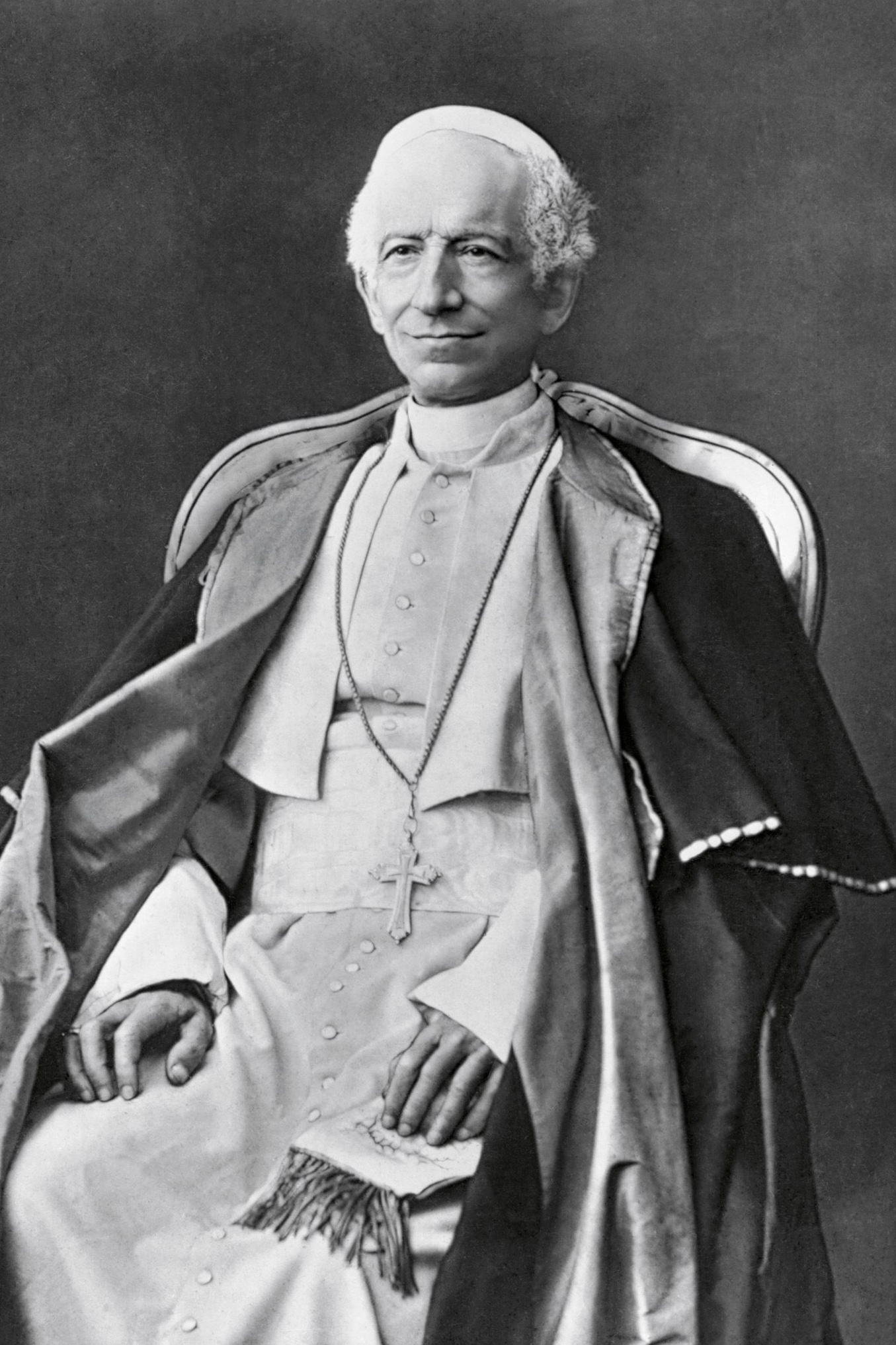
Le pape Léon XIII en 1878.

Le courant antimaçonnique est bien installé à l'intérieur de l’Église catholique dès les premières bulles pontificales de 1738 et de 1751 qui poussent à l'anathème de la franc-maçonnerie. L'antimaçonnisme connait dès le début de la IIIe République une radicalisation qui va de pair avec l’anticléricalisme maçonnique, qui se durcit clairement au sein des ordres de la franc-maçonnerie. Si les bulles du XVIIIe siècle ne sont que peu suivies par les régimes en place qui conservent pour partie une certaine neutralité, l'allocution de Pie IX devant le Collège des cardinaux le 25 septembre 1865, rendue publique le 6 octobre, s'affiche comme une volonté de reprise des combats contre la franc-maçonnerie. L'allocution tente d'inciter les régimes européens à agir contre cette « société perverse d'hommes vulgaires […] qui a fini à se faire jour pour la ruine commune de la religion et de la société. ». L'allocution en forme d'attaque met en exergue le thème du secret maçonnique et place avec habileté la franc-maçonnerie dans la catégorie des sociétés secrètes fomenteuses de révolutions. Si Napoléon III ne donne pas de suite à cette allocution, la presse ultramontaine s'empare du sujet et amplifie les accusations du pape.
Dès lors de nombreux ecclésiastiques produisent circulaires ou articles attaquant la franc-maçonnerie. L’évêque de Laval, dès le 10 octobre de la même année, adresse une circulaire qui dénonce les sociétés secrètes, affirmant le caractère incompatible de l'appartenance simultanée à l’Église catholique et à la franc-maçonnerie, confirmant la rupture totale entre les deux entités. L'abbé Desorges, dans un article publié le 27 octobre, passe de la condamnation religieuse et politique à l'accusation de crime en se servant de passages des rituels d'initiation et en gommant leur sens symbolique. En février 1868, le cardinal de Bonald, archevêque de Lyon, précise encore l'excommunication qui frappe les francs-maçons et dans un mandement d'une grande sévérité attaque méthodiquement tous les aspects historiques ou philosophiques de l'ordre maçonnique, l'accusant de pratiques immorales et impies. L'encyclique Humanum genus de Léon XIII, en avril 1884, rappelle les condamnations de « la secte » par ses prédécesseurs et l'affuble d'une origine satanique « héritière de tous ceux qui s'opposent à la cité de Dieux ».
Les réactions de la presse maçonnique et des loges interviennent rapidement pour dénoncer l’archaïsme de ces condamnations avec parfois une certaine ironie, quelques loges faisant le choix de répondre directement au pape. Ces attaques cléricales sont tournées principalement vers le Grand Orient de France. Elles ne restent pas sans réponses du conseil de l'Ordre : ce dernier saisit le ministre de l’Intérieur et des cultes lorsqu'un prêche hostile, dans un lieu de culte et dans le cadre de fonctions sacerdotales, incite selon lui « à la haine en élevant les citoyens les uns contre les autres ».

Affiche illustrée d'une représentation de Baphomet, promouvant Les mystères de la franc-maçonnerie, l'un des fascicules antimaçonniques de Léo Taxil (1896).

Progressivement, des comités antimaçonniques se déploient en Europe sous l'impulsion de l'Église catholique. Le père Gabriel de Bessonies fonde en 1892 le Comité antimaçonnique de Paris. Il publie des articles dans les journaux La Croix et Le Pèlerin sous le pseudonyme de Gabriel Soulacroix. En 1893 est créée l'Union antimaçonnique universelle à Rome. Une association située à Paris apparaissant comme une filiale de celle de Rome affiche clairement son but de lutte contre la franc-maçonnerie. La totalité des membres de son comité central est approuvée par l'archevêché de Paris ; elle publie La franc-maçonnerie démasquée. Le 29 septembre 1895 s'organise à Trente, dans le Tyrol autrichien, le premier congrès antimaçonnique international. Ces travaux proposent l'étude des doctrines de la franc-maçonnerie et les moyens de la combattre. Durant ce congrès, le mystificateur et ancien franc-maçon Léo Taxil joue un rôle important : ce dernier, depuis près de 10 ans, entretient un canular rentable, établi sur une pseudo-conversion religieuse et une production d'ouvrages anti-maçonniques qui alimentent largement les courants réactionnaires entre 1892 et la fin du siècle.
Un second congrès a lieu l'année suivante à Paris : son but est de mettre en œuvre les décisions arrêtées l'année précédente. Pour les francs-maçons du Grand Orient de France, le choix de Paris est une attaque qui vient directement du Saint-Siège, Léo Taxil et l'abbé Bessonnies étant les premiers signataires de l'appel du congrès, dont un des buts est de contrer les lois anticléricales françaises. La réplique de l'Ordre est virulente et sans appel, qualifiant le congrès de « rassemblement d'écrivains méprisés et de prêtres fanatiques » et leur prête l'objectif d'écraser le combat de la franc-maçonnerie française pour la liberté de conscience afin de remettre la société française sous le joug du pape.

## Crises et affaires politiques

### Boulangisme

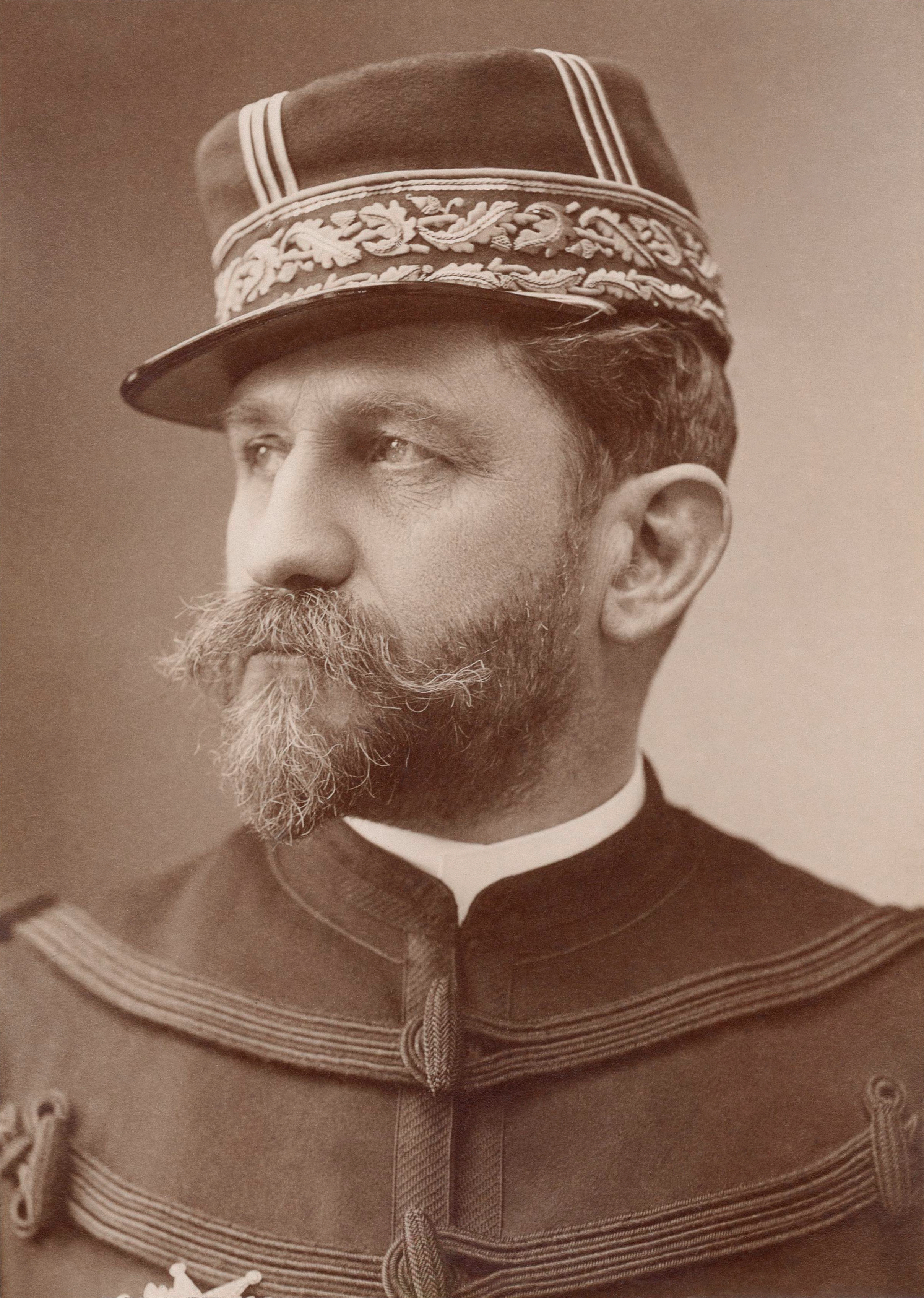
Le général Georges Ernest Boulanger.

La crise boulangiste intervient à une époque où les ordres maçonniques sont en pleine mutation et en prise avec de réels conflits internes. Ces conflits sont générationnels et idéologiques, entre, d'une part, une génération issue de l'opposition au Second Empire et, d'autre part, une nouvelle génération de francs-maçons plus militants. La première n'est pas foncièrement anticléricale, elle conçoit les loges comme étant des clubs élitistes aux travaux plutôt philosophiques. Elle vient s'effacer au profit de la seconde, plus politisée et soutenant en grande partie l'idéologie radicale.
La pénétration des idées boulangistes, dès 1885, relève tout d'abord du choix personnel de quelques francs-maçons, notamment parmi les parlementaires de l'extrême gauche comme Charles-Ange Laisant ou Alfred Naquet. Ce dernier, partisan d'un radicalisme sans concession, publie un texte documenté sur le régime parlementaire en place qu'il qualifie d'incohérent et d'inefficace. La révision de la constitution proposée par le général Boulanger trouve des soutiens dans la franc-maçonnerie et les idées boulangistes suscitent à l'intérieur des loges les plus politisées des débats parfois houleux entre opposants et partisans. Georges Laguerre, ancien membre du conseil de l'ordre du Grand Orient et de la loge parisienne « La République démocratique », fonde le Comité républicain de protestation nationale en mars 1888, après la mise en retraite du général. Son action et son influence participent ainsi à l'évolution des idées boulangistes dans les ordres maçonniques.

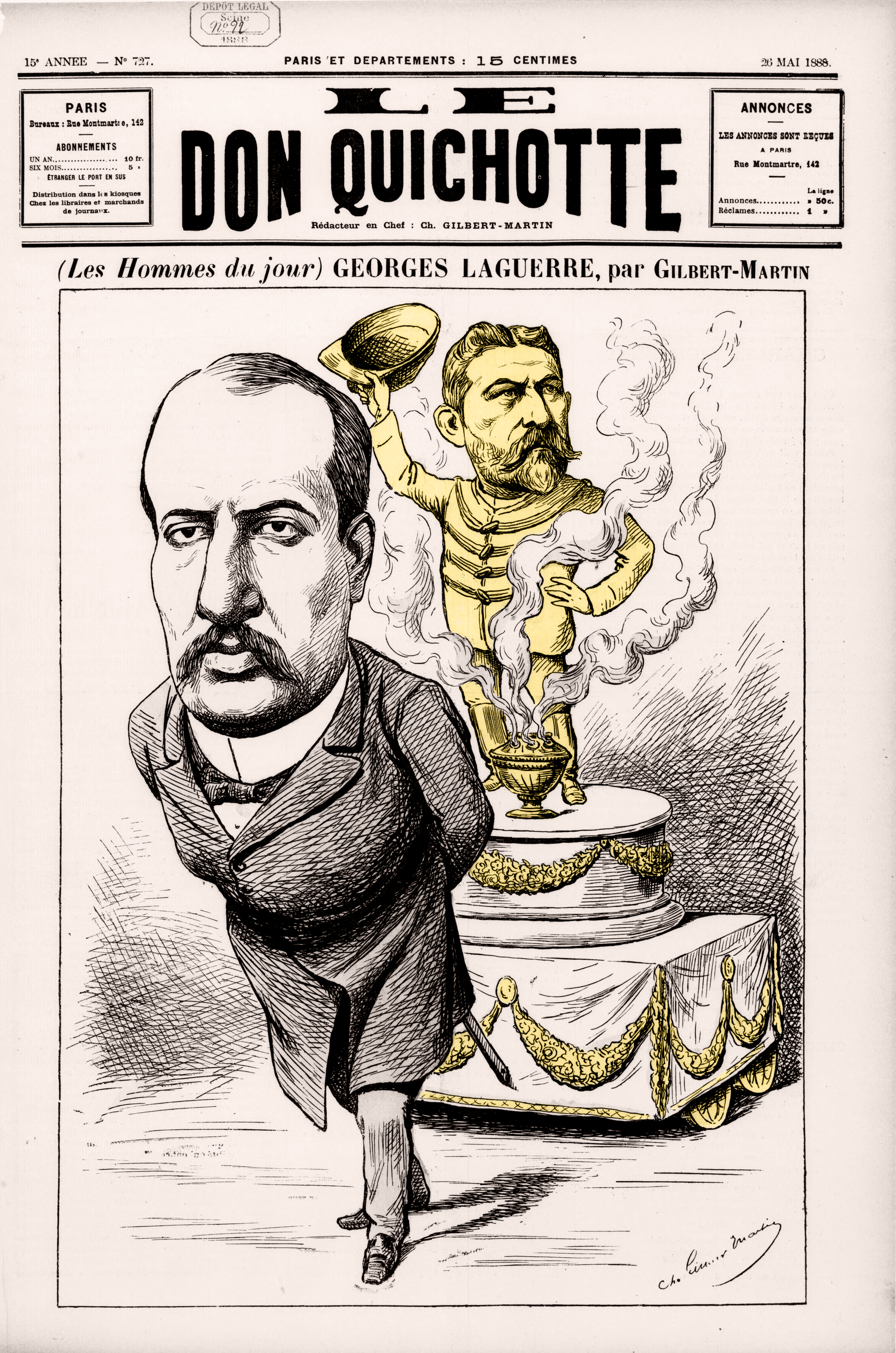
Caricature parue dans Le Don Quichotte représentant le franc-maçon Georges Laguerre tirant le général Boulanger sur un char (1888).

Dans un premier temps et au travers d'un courrier diffusé dans L'Intransigeant, quotidien boulangiste, Frédéric Desmons, président du conseil de l'Ordre du Grand Orient, expose à titre personnel son attachement à l'idée d'un boulangisme républicain et soutient le mythe d'un homme providentiel. Toutefois, ce courrier privé, qui n'est pas initialement une tribune, donne une caution morale au Comité de protestation nationale face à ses détracteurs qui craignent sa dérive dictatoriale. Camille Pelletan insiste alors pour que Frédéric Desmons se détourne de ses propos et s'élève contre le boulangisme qu'il qualifie de plébiscitaire et de bonapartiste. Suivent alors les justifications du président du conseil : Pelletan les considère comme alambiquées. Elles poussent des francs-maçons ardents anti-boulangistes à réclamer une clarification pour sortir définitivement de la polémique. Les débats sont houleux au convent de 1887. Ils font ressurgir, au travers de la question boulangiste, la question de l'engagement des ordres maçonniques dans la politique en général ainsi que l'affrontement entre soutiens et détracteurs du général Boulanger, de même que les conflits entre générations.
À compter de 1888, l'anti-boulangisme s'étend dans la franc-maçonnerie française. Le Grand Orient prend dès lors une orientation nouvelle, qui consiste en une lutte intense pour les valeurs républicaines et contre le césarisme au travers d'une stratégie volontairement assumée et unitaire, établissant une « maçonnerie de combat » qui repense ses moyens de diffusion et d'action. « L'anti-boulangisme maçonnique », qui devient majoritaire à l'intérieur des ordres maçonniques, s'impose à compter de 1889. Cependant, cette évolution ne masque pas l'existence d'un « boulangisme maçonnique » antagoniste et parfois virulent qui disparait après sa défaite, dans le processus de construction d'une historiographie mythifiée de la franc-maçonnerie française qui se définit dès lors comme le « glaive et le bouclier de la République ».

### Affaire Dreyfus

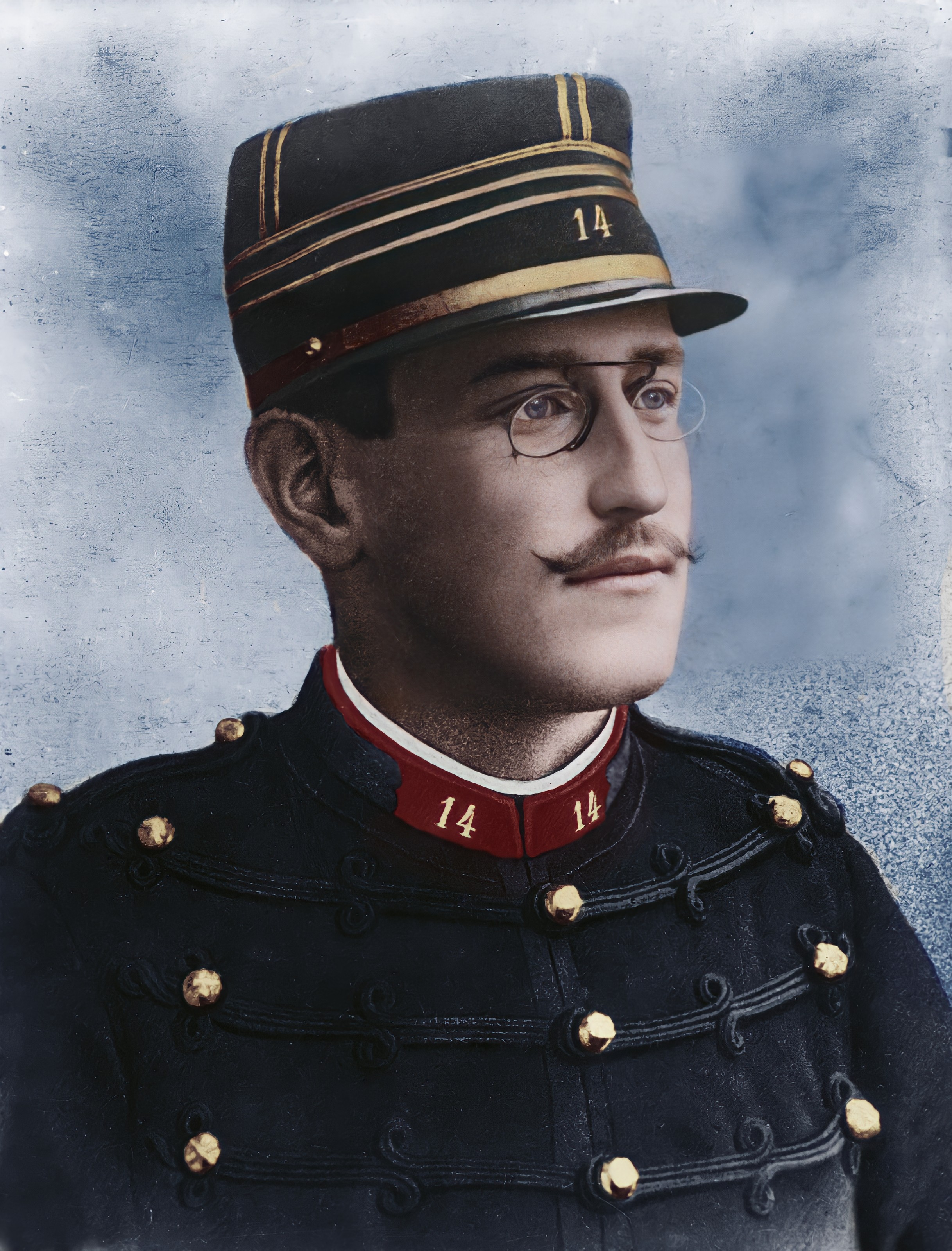
Le capitaine Alfred Dreyfus.

L'affaire Dreyfus n'est pas pour la franc-maçonnerie un sujet de débat, lorsque le capitaine Alfred Dreyfus est accusé et condamné. Obédiences et loges maçonniques dans leur grande majorité restent silencieuses. La seule réaction officielle vient du Grand Orient de France qui précise dans une communication que l'homonyme Alfred Dreyfus membre de l'obédience est un paisible négociant n'ayant aucun rapport avec « le traître ». La plupart des francs-maçons se retrouvent dans l'article de Jules François Gabriel, directeur du Petit Méridional, qui écrit : « Le capitaine Dreyfus a été justement et légalement condamné... ». Faisant preuve de prudence ou d'indifférence sur l'affaire pendant un premier temps, les obédiences maçonniques évitent les critiques envers l'Armée ou les prises de position qui risquent d'attiser les critiques des courants nationalistes. La majorité des francs-maçons reste neutre ou antidreyfusarde.
Quelques protestations se font entendre toutefois à l'issue du procès et de la condamnation. Paschal Grousset, député radical et membre de la loge « Diderot » ainsi que le journaliste Louis Minot membre de la loge « L'Équerre » s'insurgent contre la forme du procès. L'ancien ministre Yves Guyot dénonce les anomalies du procès dans sa loge « Le Matérialisme scientifique ». Joseph Reinach, député des Basses-Alpes, Arthur Ranc, sénateur de la Seine ou Charles Risler s'inscrivent parmi les premiers « dreyfusards » francs-maçons. L'affaire reste malgré tout peu abordée dans les débats des loges entre 1895 et 1896.
L'opinion des membres de la franc-maçonnerie commence à changer avec la publication du J'accuse… ! d'Émile Zola. Plusieurs loges font signer la pétition des intellectuels en faveur d'un procès en révision. Certains adhèrent à la naissante Ligue des droits de l'Homme. Toutefois, en mai 1898, les obédiences maintiennent leurs distances avec les événements, d'autant plus que les frères dreyfusards, à l'image de Gustave-Adolphe Hubbard, Joseph Reinach ou Jacques Sever sont battus aux élections législatives, leur engagement pour le capitaine Dreyfus ayant pesé dans leurs défaites électorales. Cette même année, après des débats très houleux lors du congrès des loges de Paris et dans de nombreuses loges du territoire, le convent de 1898 adopte un texte anti-complotiste et réclame la révision du procès, sans parler de l’innocence potentielle de Dreyfus. Il s'agit d'un acte de ralliement à la cause dreyfusarde sous forme d'un combat non pas moral, mais idéologique et politique qui s'inscrit dès lors dans la défense de la République et de ses institutions. Ces décisions tardives ne masquent pas l'expression, chez certains antidreyfusards des ordres maçonniques, d'un « antijudaïsme de gauche » qui rejoint l'antisémitisme des loges d'Algérie, qui se reconnaissent dans les théories d'Édouard Drumont et de Max Régis.
En 1899, une grande partie des loges sont favorables à la révision et le 10 mai 1899, le Grand Orient organise une manifestation de soutien à Dreyfus et se lance dans une campagne pour faire basculer l'opinion. Cette manifestation rencontre un grand succès. En juin 1899, Pierre Waldeck-Rousseau forme son gouvernement et fait réprimer les agitations nationalistes qui accompagnent la révision du procès qui commence en août. En septembre, le convent du Grand Orient réclame « l'anéantissement de la conjuration, cléricale, césarienne et monarchiste ». La révision n'innocente pas Dreyfus qui doit attendre 1906 pour être pleinement réhabilité. À compter de 1900-1901, les francs-maçons s'approprient avec une grande part d'exagération le mérite d'avoir mené le combat pour la révision, forgeant un mythe radical et patriote qui renforce l'anticléricalisme en loge dans le combat qui se noue pour la séparation des Églises et de l'État.

### Affaire des fiches

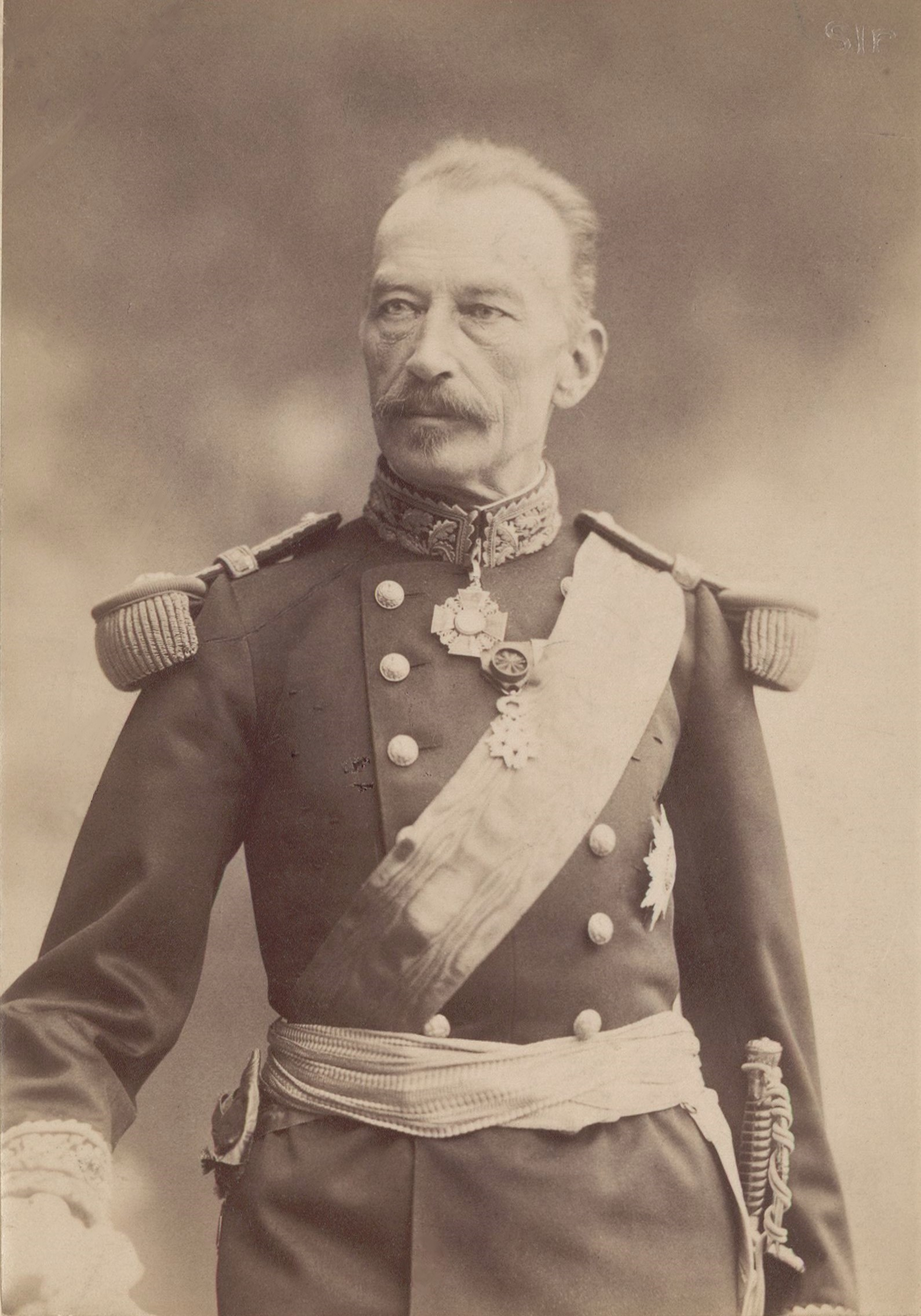
Le général Louis André.

L'affaire des fiches s'inscrit à la suite de la crise boulangiste et de l'affaire Dreyfus. À la suite de ces deux précédentes crises, une partie du camp républicain développe une défiance grandissante vis-à-vis de la « grande muette », qu'il perçoit comme un danger pour les institutions républicaines, au service de la réaction, et fauteur plausible de coup d'État. Elle implique en premier lieu le ministre de la Guerre du cabinet d'Émile Combes, le général Louis André. L'affaire constitue un événement important dans l'histoire du Grand Orient de France et de la franc-maçonnerie durant la Troisième République.

#### «Le sabre et le goupillon»
La faible présence des francs-maçons à l’intérieur de l'armée et plus encore de la marine, la tendance affichée des officiers supérieurs pour le nationalisme, et parfois même pour l'extrême droite que l'affaire Dreyfus met en exergue, rendent les instances du Grand Orient de France particulièrement sensibles à la question de l'interpénétration entre l'Église catholique et l'armée. L'image de « l'alliance du sabre et du goupillon », que dénoncent les ordres maçonniques, prend selon les francs-maçons, la suite de « l'alliance du trône et de l'autel ». Georges Clemenceau l'exploite dans ses discours. L'image est vivace lorsque s'installe le système de renseignement dans lequel le Grand Orient est partie prenante. Le constat de la faible présence des francs-maçons et du maintien d'une armée permanente est vu également comme un péril pour les libertés et la République. La crise politique provoquée par le général Boulanger et celle de l'affaire Dreyfus ont accentué cette méfiance. Pour de nombreux francs-maçons, l'armée est sous domination de l'Église, les officiers saint-cyriens ou polytechniciens étant principalement issus des classes bourgeoises souvent très catholiques. Dès lors les radicaux au pouvoir et d'autres associations républicaines essayent de déterminer les opinions politiques des officiers des corps d'armée.

#### Fichage et scandale
Le général Louis André est nommé ministre de la Guerre par le président du conseil Pierre Waldeck-Rousseau le 28 mai 1900. Il travaille dès lors au rétablissement de la discipline dans l'armée, où de nombreux officiers ont publiquement pris part à l'affaire Dreyfus, et met fin aux fonctions des généraux qui critiquent son action. Ne pouvant s'appuyer sur la hiérarchie militaire en place pour bâtir une armée dirigée par des officiers fidèles à l'idéal républicain, il sollicite par l'intermédiaire du capitaine Henri Mollin le recours aux associations républicaines. Ce dernier, franc-maçon, sollicite le président du conseil de l'ordre du Grand Orient de France, Frédéric Desmons, obédience ayant des loges dans de nombreuses villes de France. Le conseil de l'Ordre n'est pas sollicité, le bureau du conseil donne son autorisation établissant une volonté de garder un secret strict sur l'opération de collecte d'informations. Aucune circulaire n'est émise vers les loges en général, les présidents de loges les plus sûrs sont contactés directement. En pratique, si l'obédience n'est pas sollicitée ouvertement, les loges adressent leurs informations au siège du Grand Orient sous formes anonymes où elles sont dactylographiées. Les fiches ainsi établies sont centralisées au siège du Grand Orient par le secrétaire Narcisse Vadecard et son assistant Jean-Baptiste Bidegain, puis transmises au ministère,. L'opération de fichage se poursuit sans encombre durant quatre ans.
Par l'intermédiaire de l'abbé Gabriel de Bessonies, Jean-Baptiste Bidegain décide de dénoncer publiquement le système de fichage installé par l'obédience. Il vend un lot de fiches et de documents appartenant à l'Ordre à Jean Guyot de Villeneuve, ancien officier devenu député nationaliste. Ce dernier interpelle le gouvernement qui évite la démission en plaidant l'ignorance des faits, mais l'affaire déclenche un important scandale.

#### Manifeste du Grand Orient de France

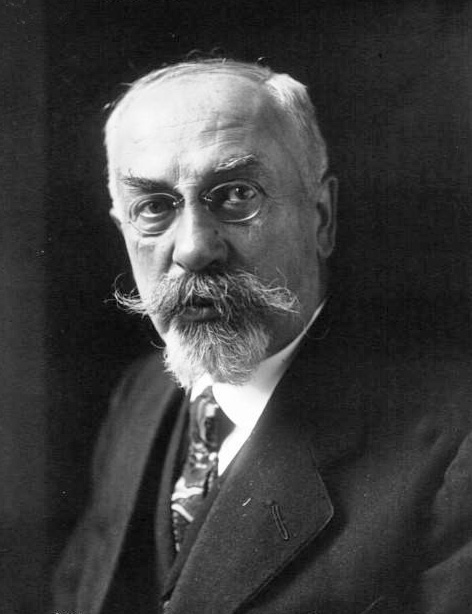
Louis Lafferre, président du Grand Orient de France durant l'affaire des fiches.

Au lendemain du déclenchement du scandale à la chambre des députés le 29 octobre 1904 et après avoir établi les conséquences de ce qu'il considère comme un vol de document par le « traitre Bigedain », le Grand Orient de France publie un manifeste en réponse. Celui-ci, loin d'exprimer un regret, affiche plutôt, avec une forme d'agressivité, la fierté de l'action menée. Il affirme, face à la campagne des forces monarchiques et cléricales qui dénoncent un « système de délation », ce que les francs-maçons du Grand Orient qualifient pour leur part de « bien petites mesures contribuant à sauver la République de ses éternels ennemis ». Pour l'Ordre, le problème n'est pas le procédé utilisé, mais bien la trahison de Bigedain. Il qualifie ce dernier de « traitre et de félon soudoyé par l'argent des congréganistes », et de « malfaiteur en fuite » : la condamnation est d'une grande virulence. Le manifeste se termine en assumant sans détour la fourniture de renseignements au ministère de la Guerre. La collecte d'informations concerne ceux qui dans l'armée, par leur attitude ou leurs convictions anti-républicaines, représentent un danger potentiel pour les institutions civiles. Le Grand Orient de France considère alors avoir exercé un droit et son strict devoir.
L'affaire ébranle toutefois fortement le camp républicain et la franc-maçonnerie française. De nombreux débats ont lieu parmi les parlementaires francs-maçons, qui se divisent sur l'attitude à adopter face aux événements. Louis Lafferre, qui prend la tête de l'ordre en 1903, expose sa version des faits dans un entretien au journal Le Matin en novembre 1904. Le Grand Orient agissant, selon ses propos, à la demande du gouvernement, il n'y a pas selon lui de réel scandale. En outre, le conseil de l'Ordre n'a jamais délibéré sur le sujet afin de protéger les loges d'une responsabilité relevant uniquement du président du conseil. Il anime également le débat interne au convent de 1905 tout en annonçant la fin de sa charge de grand-maître au terme de l'année. Le rapport sur l'affaire expose la surveillance des officiers et des hauts fonctionnaires comme « une évidence maçonnique », visant à la laïcisation de toutes les institutions de la société et rappelant que les attaques envers l'ordre se déroulent en pleine bataille pour la séparation de l'Église et de l'État. Les débats du convent sont tendus, plusieurs motions critiques sont débattues. Cependant, elles ne parviennent pas à mettre à mal la majorité du convent qui reste favorable au conseil de l'Ordre. Louis Lafferre conclut les débats avant le passage au vote en accord avec ses contradicteurs internes ; il affirme que « les considérations de principes et les belles théories » sont funestes, mais que c'est bien avec « des actions énergiques que l'on sert la République ». Le rapport est voté à l'unanimité moins trois voix. Le convent de 1905 valide l'action du secrétariat et de la présidence dans l’affaire des fiches.

## Question coloniale

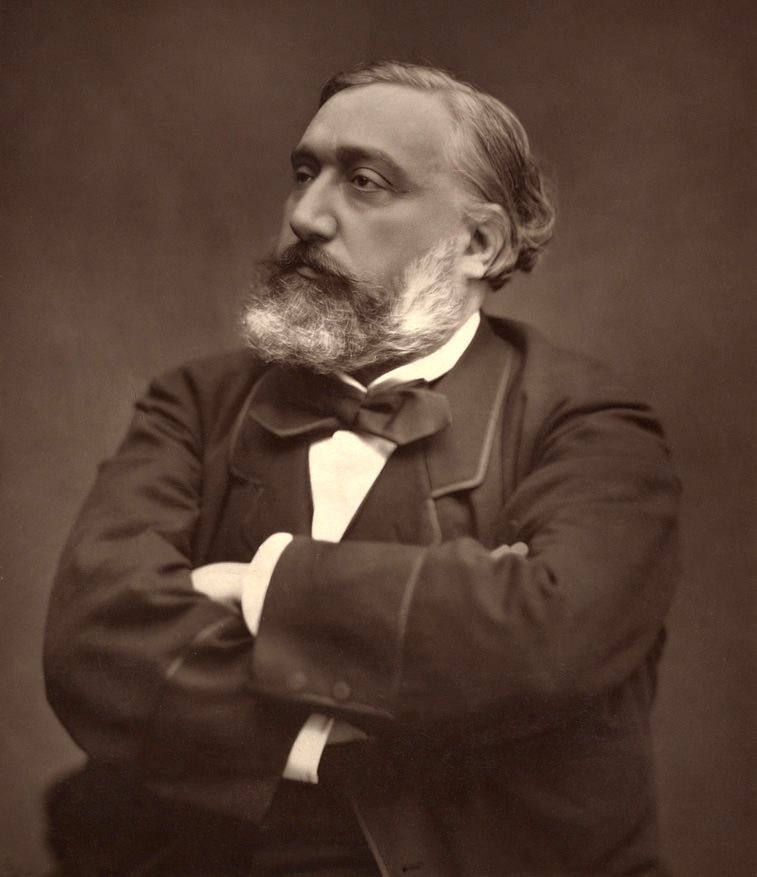
Léon Gambetta, précurseur de l'idée coloniale.

La franc-maçonnerie française s'engage dans le soutien à la politique coloniale avec un certain retard sur l'avènement de celle-ci. Avant cela, plusieurs personnalités politiques membres de la franc-maçonnerie sont d'importants acteurs du développement de la politique d'expansion outre-mer. Les loges installées dans les territoires colonisés vont jouer un rôle dans le travail d'assimilation, mais également d'éducation républicaine propre à développer un « esprit français » tant chez les colons que chez les autochtones.
Toutefois, malgré la présence de nombreux francs-maçons dans le processus politique de colonisation ou son expansion, les obédiences et notamment le Grand Orient de France n'ont qu'une faible influence sur la politique suivie par le ministère de Colonies. Si la documentation historique laisse apparaitre des concordances entre les travaux des loges coloniales et les décisions ministérielles, sur des sujets comme les questions indigènes de main-d'œuvre ou de mise en valeur des ressources des colonies, ces sujets restent partagés avec diverses autres organisations politiques comme la Section française de l'Internationale ouvrière (SFIO) ou la Ligue des droits de l'homme.
Le Grand Orient crée en 1910 un comité permanent des loges d'outre-mer. Peu après, la Grande Loge lance une commission coloniale. Les conseils des Ordres reçoivent des informations ou des vœux des loges coloniales. Ils sont cependant dans un premier temps peu considérés par les instances dirigeantes. Entre 1920 et 1940, le nombre de loges françaises augmente dans les colonies, protectorats et au Proche-Orient ; les loges accroissent leur influence. Des congrès locaux sont organisés parfois communément entre obédiences dans les territoires coloniaux. Si la plupart des thèmes abordés sont sensiblement les mêmes que dans la métropole, certains sont également spécifiques à la situation locale, autour de la condition de vie des populations indigènes, de leur naturalisation, de la captation des terres par les grandes sociétés capitalistiques, ou encore de l'accès des femmes à l'instruction.

## Première Guerre mondiale

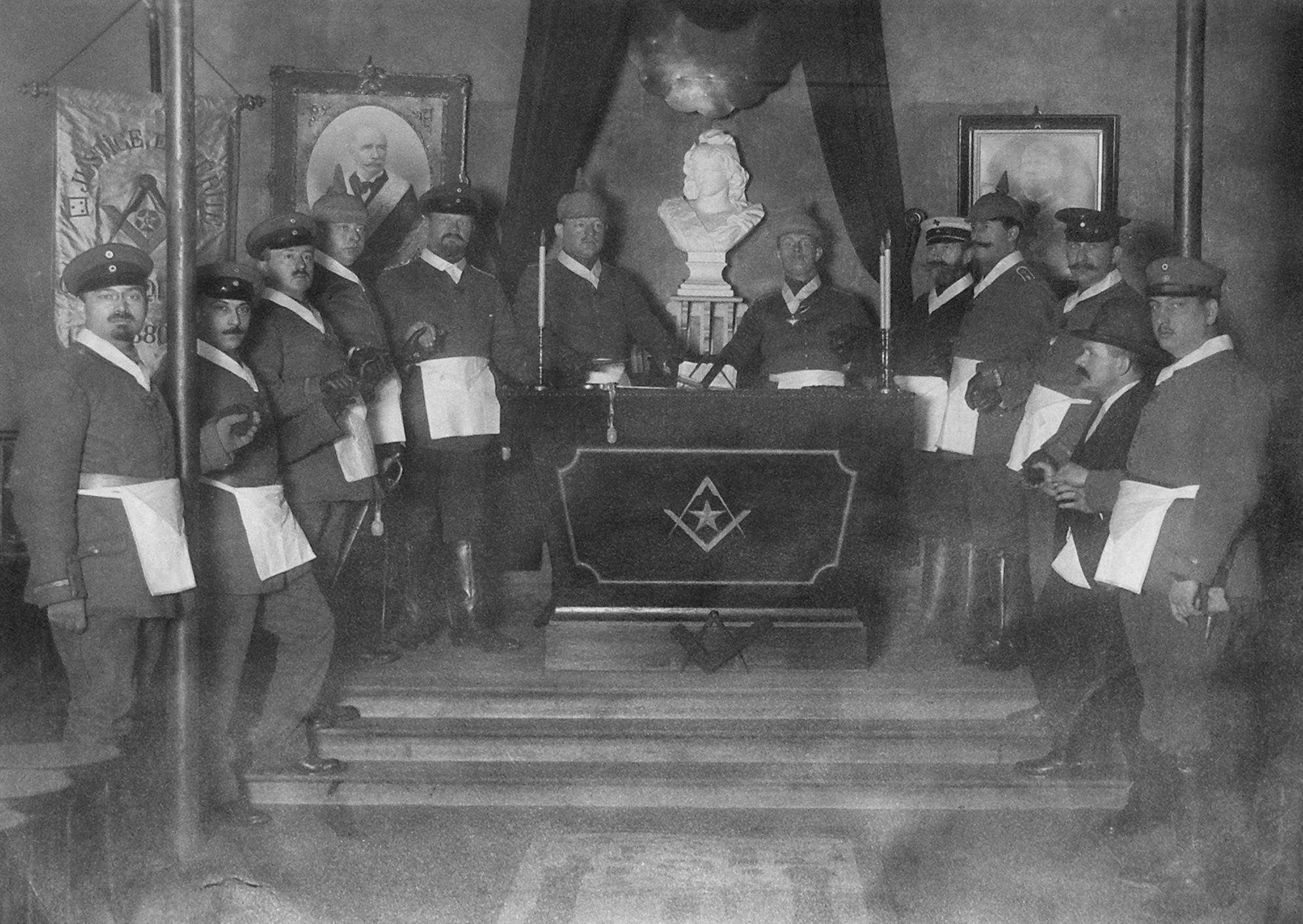
Tenue de loge de soldats allemands dans un temple français et devant le buste de la Marianne maçonnique de Paul Lecreux à Saint-Quentin occupé entre 1914 et 1918.

La loi des Trois ans qui vise à renforcer le potentiel militaire de l'Armée française à la veille de la Première Guerre mondiale est un sujet d'opposition entre les différentes perceptions de la défense nationale, dans une période où les tensions avec l'Allemagne sont grandissantes. Le Grand Orient de France juge pour sa part qu'une réorganisation de l'armée est plus efficace que l'allongement de la conscription d'une année, s'alignant en cela sur la position de Jean Jaurès et de la SFIO. Le conseil de l'Ordre est toutefois porteur d'une position nuancée, tentant de concilier la nécessité défensive du pays, tout en sollicitant le maintien du service à deux ans seulement. La loi est votée le 19 juillet 1913 ; les débats, pour ou contre, animent fortement les parlementaires francs-maçons. De manière générale les francs-maçons radicaux votent la loi, les francs-maçons socialistes la rejettent. Le convent du Grand Orient de septembre, tout en se disant hostile à cette loi, ne l’attaque pas violemment par crainte d'une utilisation des critiques par les courants nationalistes et conservateurs. Un simple vœu est émis en clôture des débats, regrettant le choix fait par le gouvernement qui n'exige pas en premier lieu une réorganisation de l'armée nationale.
Tentant de concilier pacifisme et patriotisme, la position de la principale obédience reste ambiguë. Elle prône en même temps le renforcement de la défense nationale tout en promouvant les idées de paix universelle dont reste empreinte la franc-maçonnerie. Le début de la guerre de 1914 dissipe l'idéal maçonnique, la grande majorité des francs-maçons considèrent comme un devoir la défense de la patrie. Les quelques liens récents noués avec la franc-maçonnerie germanique sont de nouveau rompus, les puissances maçonniques des pays belligérants se renient réciproquement et soutiennent leurs nations respectives.
Le nombre de francs-maçons mobilisés et tombés au combat est connu principalement par les monuments et les commémorations divers qui sont élevés ou entretenus par les obédiences dans les années qui suivent la fin du conflit. Les diverses monographies des loges maçonniques françaises font apparaître qu'un franc-maçon français sur sept est mort sur les champs de bataille, les pertes des francs-maçons allemands, italiens et anglais étant du même ordre, ce qui représente environ 3 % des effectifs maçonniques européens de l'époque.

## Entre-deux-guerres

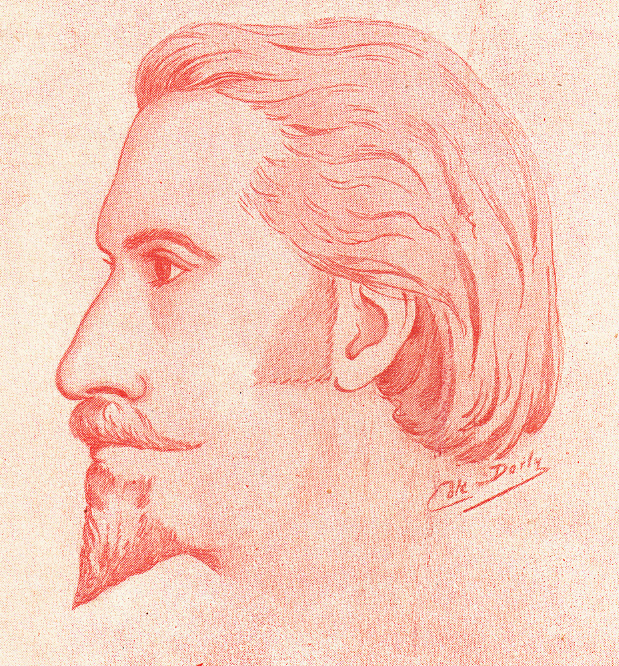
L'essayiste Albert Lantoine, favorable à une réconciliation avec le Saint-Siège.

Dès la fin de la Première Guerre mondiale, les obédiences françaises entrent dans une nouvelle période d'activisme et de recrutement, une fois passés les hommages aux nombreux morts que cause le conflit. Les effectifs de loges sont largement affaiblis par les pertes des francs-maçons tombés au front, mais également par la quasi-absence de recrutement pendant la durée de la guerre. Le Grand Orient fait la promotion en 1919 d'un programme commun à destination du bloc républicain. Il se fonde sur la défense de la laïcité, la révision de la constitution ou encore des projets de réformes économiques. Lors des élections de novembre 1919, la gauche divisée subit une importante défaite électorale. Le bloc national qui remporte la majorité des sièges, constitue « la chambre bleu horizon » qui rétablit les partis politiques de droite au pouvoir, de retour aux affaires après avoir été écartés de la direction du pays depuis 1899. L'affaire des fiches et les reniements opportuns de plusieurs élus francs-maçons ne facilitent pas les actions des ordres qui visent à défendre les acquis de la gauche parlementaire d'avant-guerre. De nombreux élus francs-maçons, principalement radicaux-socialistes, votent le plus souvent selon leurs convictions ou leurs intérêts personnels plutôt que pour une cause maçonnique. La victoire du cartel des gauches en mai 1924 est saluée par les obédiences, qui l'ont largement soutenue. Elles invitent dès lors les parlementaires élus à mettre en pratique fermement et complètement leur programme politique. En 1922, la 22e condition de la IIIe internationale communiste est rendue publique : elle interdit aux membres du parti communiste d'appartenir à la franc-maçonnerie, considérée comme une « organisation politique bourgeoise ».
La sensibilité pacifiste, qui renaît et se déploie dans de multiples couches sociales et dans toute l'Europe à la fin du conflit, pénètre de nouveau les loges maçonniques. Les valeurs pacifistes de l’après-guerre s'établissent sur un idéal d'éducation des peuples et de sauvegarde de la civilisation. Ces idéaux n'étant pas propres aux seuls francs-maçons, ceux-ci perdent de la sorte leur caractère d'unicité. En 1921, dans l'idée de rétablir des relations maçonniques étroites entre les obédiences européennes, l'Association maçonnique internationale (AMI) voit le jour. Malgré cette création, les susceptibilités nationales persistent. Les discordances laissent apparaitre des conceptions diverses du pacifisme maçonnique. La Grande Loge suisse Alpina, qui accueille l'AMI, tente de les fédérer sur un socle minimal qui comprend la lutte contre le nationalisme, la promotion de la coopération internationale et la paix économique. En fin de compte, aucun des grands événements qui secouent l'entre-deux-guerres ne modifie profondément la ligne officielle des ordres maçonniques engagés dans l'AMI. Leur ligne reste celle d'un pacifisme moral et humaniste et, comme de nombreux autres courants pacifistes, plutôt inopérant.
Le projet de rétablir une ambassade de France près le Saint-Siège et la reprise des relations avec la curie romaine mobilisent une partie de la franc-maçonnerie française. Le Grand Orient de France dénonce un retour du cléricalisme et une régression sociétale. Toutefois, certains membres pensent aussi que ce texte peut être une chance de remobilisation des loges pour tenter de leur redonner l'activité et la prégnance qu'elles avaient avant la guerre. Leur activisme est alors largement moindre que celui des forces réactionnaires regroupées autour de Charles Maurras pour l'idéologie et du bloc national pour les hommes politiques, dont le développement se fait à la lueur de la révolution bolchevique qui menace l'Europe et soude les nationalismes. Un courant d'opinion favorable à une réconciliation, conduit par Albert Lantoine et le franc-maçon spiritualiste Oswald Wirth, existe au sein de la Grande Loge de France, mais reste controversé. Michel Dumesnil de Gramont, grand-maître, rappelle les nombreuses encycliques condamnant la franc-maçonnerie dont l'Église pourrait se défaire en premier lieu et en guise de premier pas.
L'implication des obédiences dans le scandale politico-financier dont l'escroc Alexandre Stavisky et le conseiller Albert Prince sont les protagonistes n'est en rien avérée, contrairement à l'affaire des fiches dans laquelle est impliqué le Grand Orient de France, et où l'obédience en la personne de Louis Lafferre revendique la pleine responsabilité de l'organisation. Le scandale secoue malgré tout les obédiences françaises, alimenté par les courants anti-maçonniques qui dénoncent une responsabilité plus ou moins directe de la franc-maçonnerie dans l'affaire qui ébranle la République dans les années 1930.

## Fin de laIIIeRépublique
La fin de la IIIe République signe la fin d'une période de l'histoire de la franc-maçonnerie en France. La montée des nationalismes en Europe amène la victoire des régimes autoritaires et antidémocratiques en Espagne, en Italie, au Portugal. Ils proscrivent la franc-maçonnerie, laissant les membres des obédiences françaises, qui constatent la « montée des périls », devant d'ultimes actions à mener pour résister aux assauts des courants antimaçonniques. Cependant, le début de la Seconde Guerre mondiale, la défaite de l'armée française et le sabordage de la République laissent aux ennemis des ordres maçonniques la possibilité de porter des coups qu'ils espèrent fatals. Le 13 août 1940, la première loi qui vise à interdire les sociétés secrètes, dirigée précisément contre la franc-maçonnerie, est promulguée. Philippe Pétain, chef de l'État français qui ne cache pas sa haine de la franc-maçonnerie, la jugeant responsable des malheurs de la France, affirme « qu'un maçon est libre de son choix, alors qu'un Juif ne l'est pas de sa naissance ». Il fait interdire les ordres, confisquer leurs biens et établir des listes de francs-maçons qui sont proscrits de la fonction publique ou interdits de tout mandat électoral.

## Paysage maçonnique durant laIIIeRépublique
Tout en étant fortement impliqués dans la vie politique, les divers courants maçonniques et les scissions obédientielles montrent une réelle diversité des pratiques et des aspirations de la franc-maçonnerie française durant la IIIe République .

### Évolution et scission

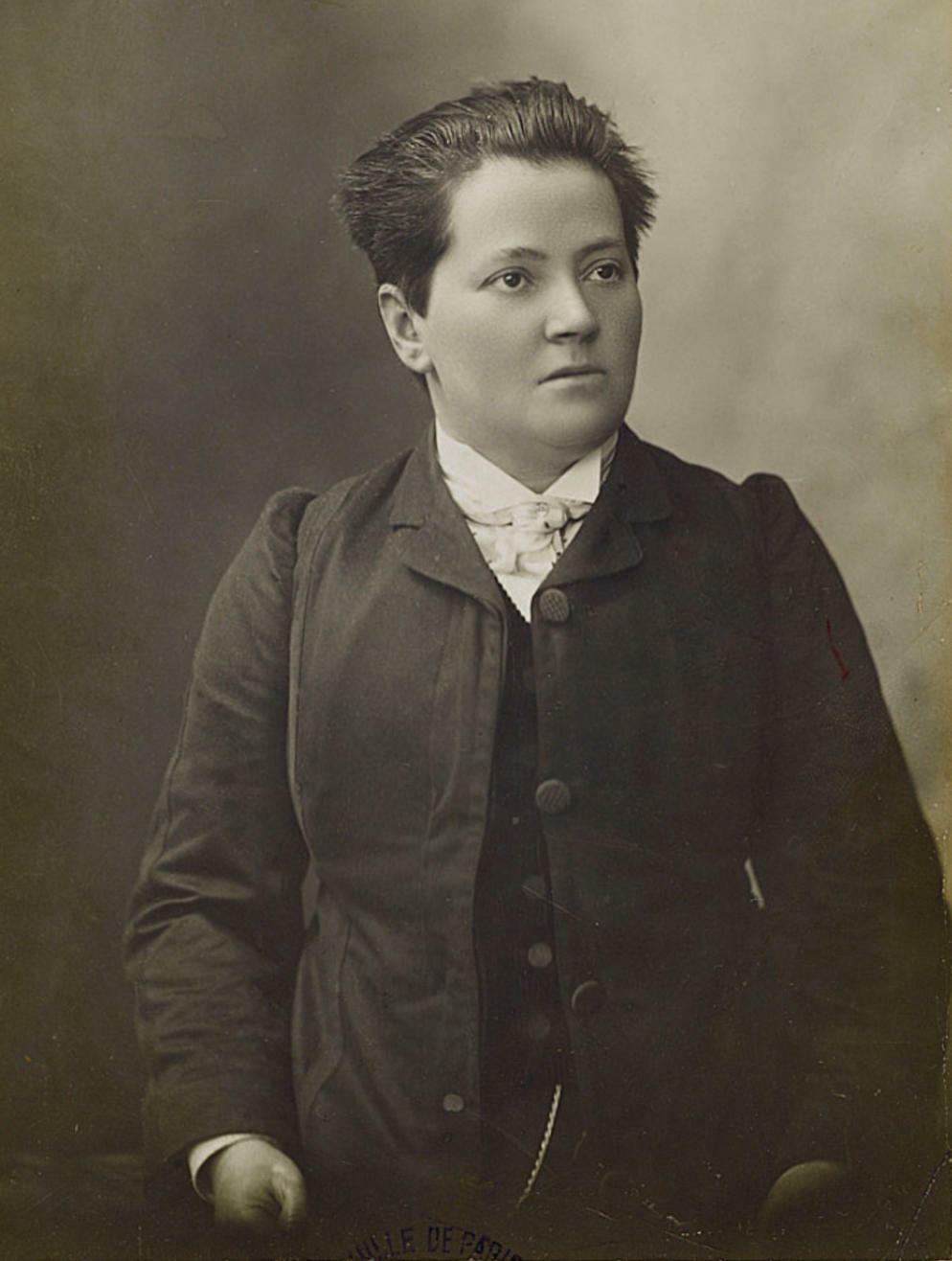
Madeleine Pelletier, personnalité marquante de la GLSE mixte et maintenue.

Si le Grand Orient de France domine la scène maçonnique durant toute la Troisième République, le Suprême Conseil de France, bien qu'à l'effectif plus modeste, est également très actif durant cette période. En 1860, le Grand Orient supprime la référence à Dieu dans les rituels maçonniques ; cette référence religieuse est par ailleurs discutée au sein du rite écossais lors du convent de Lausanne de 1875 qui réaffirme l'existence d'un principe créateur. Toutefois, en 1876, Adolphe Crémieux rappelle, en qualité de grand commandeur, que le Suprême conseil ne donne « pas de forme au Grand Architecte de l'Univers ».
Dans le même temps, les pouvoirs de l'organisme de haut grade que représente le Suprême Conseil sont remis en cause par ses loges symboliques. En 1880, douze loges quittent le conseil pour se libérer de sa tutelle et créent la Grande Loge symbolique écossaise, d'esprit démocratique et féministe. Elle compte dans ses effectifs de grandes figures de la franc-maçonnerie française, comme Gustave Mesureur, futur grand maître de la Grande Loge de France ou Oswald Wirth, précurseur des études symboliques de la franc-maçonnerie.
Sous la pression de ses 60 loges symboliques, le Suprême conseil du rite écossais accepte en 1894 de leur accorder l'autonomie. Cette liberté leur permet d'engager un rapprochement et une fusion avec une grande partie des loges de la Grande Loge symbolique écossaise. De cette fusion, une nouvelle obédience se constitue : elle prend le nom de Grande Loge de France. Partenaire du Grand Orient, elle mène pendant les années qui suivent de nombreux combats sociétaux. Quelques loges refusant cette fusion continuent leurs activités au sein d'une « Grande Loge symbolique écossaise — mixte et maintenue — » dont les tendances libertaires et anarchistes lui permettent d'accueillir des personnalités aussi marquées que Paul Robin et Charles Malato, ou des personnalités féminines telles que Louise Michel et Madeleine Pelletier.
En 1910, Édouard de Ribaucourt et Camille Savoire, accompagnés de quelques membres du Grand Orient, s'investissent dans la création d'un centre d'activité maçonnique plus traditionnel et non politisé. Ils réactivent à Paris une loge existante au début de XIXe siècle, « Le Centre des amis », et remettent en vigueur en France le Rite écossais rectifié. Rite d'essence chrétienne, une version édulcorée est proposée au convent du Grand Orient de 1913 pour cette recréation. Malgré tout, des oppositions s'élèvent et d'importantes suppressions sont demandées aux textes des rituels. Rejetant ces décisions, « Le Centre des Amis » et Pierre de Ribaucourt quittent le Grand Orient. En 1913, avec « L'Anglaise 204 » de Bordeaux, ces loges se constituent en obédience maçonnique et fondent la « Grande Loge nationale indépendante et régulière pour la France et les colonies ». La même année, elle est reconnue par la Grande Loge unie d'Angleterre. Cette dernière s’autoproclame en 1929 « Mère loge du monde » et édicte des principes qui fixent les conditions pour en être reconnu et nouer des relations avec elle : le principal est l'obligation de croyance en un Dieu révélé. Ce système dit de la « régularité maçonnique » consacre la fracture complète avec les obédiences françaises historiques et libérales, qui rejettent ces principes et obligations.

### Avènement des femmes en franc-maçonnerie

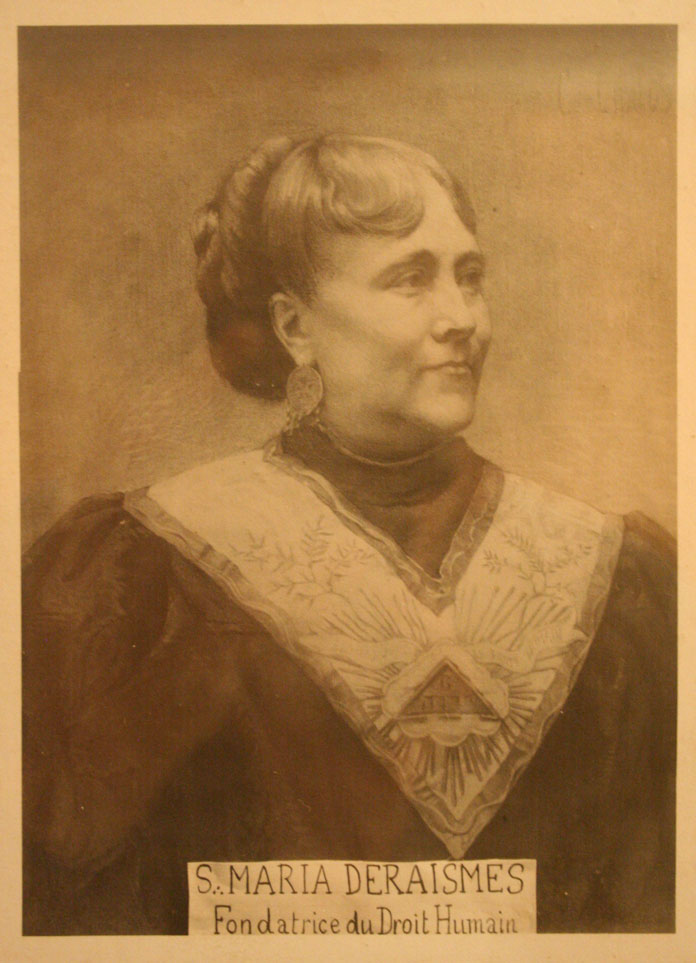
Maria Deraismes, fondatrice du Droit humain.

La Troisième République voit l'avènement d'une franc-maçonnerie mixte et féminine sous une forme identique à celle que pratiquent les hommes depuis un siècle. La Grande Loge symbolique écossaise, inaugurée le 8 mars, approuve alors le principe de l'initiation des femmes et incite à l'inscription dans les statuts en cours d'élaboration, de l'autorisation d'initier des femmes. Cependant, la constitution promulguée le 24 août 1880 ne fait état d'aucune possibilité de réception des femmes.
Georges Martin, porté par ses convictions humanistes et féministes, continue de réclamer et d'argumenter pour une initiation égalitaire des femmes dans la franc-maçonnerie. En janvier 1890, il expose un projet de création d’une loge mixte qualifiée d’expérimentale sous le titre « Droit des femmes » et sollicite l'avis de la Grande Loge symbolique écossaise. Si quelques loges se montrent favorables à cette création, le conseil exécutif de l'obédience oppose un refus officiel. Il élabore alors avec Maria Deraismes la mise en œuvre d'une structure indépendante pour recevoir des femmes. Après plusieurs rencontres informelles de préparation entre 1891 et 1893, qui prennent la forme de tenues maçonniques, Maria Deraismes, revêtue de son cordon de maître, initie et élève successivement aux grades de compagnon, puis de maître, seize profanes. Toutes sont des femmes engagées dans les luttes d'émancipation et dans la défense des valeurs républicaines. Le 14 mars 1893 se tient la réunion qui aboutit à la création de la première obédience mixte dans le monde, celle-ci prend le nom de « Grande Loge symbolique écossaise : Le Droit humain ».
L'arrivée de cette nouvelle obédience maçonnique, mixte de surcroît, n'est pas accueillie favorablement. À la suite de nombreux débats sur la question de l'admissibilité des femmes, qui secouent régulièrement les loges du Grand Orient et qui n’obtiennent jamais un avis favorable ; il faut attendre 1921 pour voir la principale obédience reconnaître l'ordre mixte et nouer des liens d'amitié. Les relations déjà distantes sont moins complexes avec la Grande Loge de France (GLDF) qui prend simplement, en réponse à cette création, la décision en 1901 de réactiver ses loges d'adoption, acte qui dégrade encore les relations entre les deux entités maçonniques.
En 1927, le convent de la Grande Loge de France refuse de reconnaître le Droit humain jugé trop progressiste. Ce refus de reconnaissance de la maçonnerie mixte procède également d'une volonté de séparation de ses loges d'adoption, l'obédience étant en quête d'une reconnaissance de la Grande Loge unie d'Angleterre qui interdit les femmes en franc-maçonnerie. Une proposition est soumise à l'étude des loges d'adoption en 1934, invitant ces dernières « pour leur plus grand bien et leur développement futur » à se diriger vers l'autonomie, voire l’indépendance obédientielle. En 1934, des structures provisoires sont instaurées ; en 1936, il reste huit loges d'adoption qui disposent d'un effectif de 300 sœurs à côté de 2 000 femmes maçonnes du Droit humain, la plupart de ces sœurs sont engagées dans l'émancipation civique des femmes. Malgré un environnement défavorable, les sœurs des loges d'adoption travaillent à la création d'une franc-maçonnerie féminine qui affirme sa prise de participation dans l'évolution de la condition féminine, sans passer par la mixité et à égalité avec les hommes.

### Courants divers

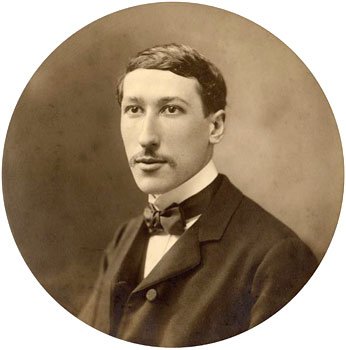
René Guénon en 1925, momentanément membre de la loge Thébah.

Un courant spiritualiste s'exprime au sein de la Grande Loge de France. L'exemple de la loge « Thébah », créée en 1901 par des symbolistes, marque l'existence d'un courant tourné vers la recherche spirituelle, l'ésotérisme ou la kabbale. Son premier vénérable est Pierre Deulin, par ailleurs secrétaire de la Revue cosmique, organe du « Mouvement cosmique » créé par Max Théon. Elle attire des personnalités proches de ce mouvement, mais également des alchimistes, des surréalistes ou encore l'ésotériste René Guénon. L'influence significative de ce mouvement au sein de la loge marque aussi le Rite écossais. Ce dernier s'imprègne de cette sensibilité lors de la réécriture de plusieurs hauts grades, opérée par Oswald Wirth et Albert Lantoine à la demande du grand commandeur du Suprême Conseil René Raymond, lui-même fondateur de Thébah et membre du mouvement cosmique.
Dans le Grand Orient de France, un mouvement s'amorce durant l'entre-deux-guerres, sous l'impulsion d'Arthur Groussier qui aboutit, en 1938, à une rénovation du Rite français, rite de référence de l'obédience. Les pratiques retrouvent des fondements plus symboliques, renouant avec des textes proches de la franc-maçonnerie spéculative d'origine. La nouvelle version du rituel qui n'est largement diffusée que postérieurement à la Seconde Guerre mondiale renoue avec une tradition maçonnique originelle, où la pratique de procédures anciennes et les travaux symboliques sont remis en vigueur après avoir connu une longue éclipse durant près d'un siècle.
Une « franc-maçonnerie de la frange », qui rassemble souvent des personnalités versées dans l'occultisme ou la métaphysique, est également active au commencement du XXe siècle. Ces loges marginales, mais très actives, entretiennent des relations avec les cercles occultistes tels ceux animés par le docteur Gérard d'Encausse, dit « Papus », fondateur d'un ordre martiniste et paramaçonnique qui perdure pendant une trentaine d'années. Sous son impulsion et à sa suite, se constitue également en France le Rite de Memphis-Misraïm, qu'animent successivement les occultistes Charle Détré, Jean Bricaud et Constant Chevillon, jusqu'à son assassinat par la Milice française en 1944.

### Perte d'influence et reconstruction
Dans les dernières années de l'entre-deux-guerres en 1939, la franc-maçonnerie est loin d'être l'organe d'influence qu'elle représente jusqu'à la Première Guerre mondiale. Affaires, discrédit des personnels politiques, peur du nouveau conflit sont amplifiés par la faiblesse de ses effectifs qui ne comptent plus que 29 000 membres pour le Grand Orient de France, 12 000 pour la Grande Loge de France, 2 000 pour le Droit Humain. La Grande Loge indépendante et régulière compte une majorité de membres britanniques. Le Rite de Memphis-Misraïm conduit par Constant Chevillon, le Grand Directoire des Gaules et son Rite écossais rectifié sous la direction de Camille Savoire ou encore la Grande Loge de la fraternité universelle, obédience mixte créée par l'anarchiste Paraf-Javal, restent groupusculaires.
À l’issue de la Seconde Guerre mondiale, pour se protéger, les maçons deviennent plus discrets alors qu'auparavant et jusqu'en 1940, ils défilent au grand jour et que leurs réunions sont annoncées dans la presse. Si le Grand Orient de France continue de s'intéresser aux sujets de société, la diminution de l'influence des ordres maçonniques va en s'accentuant. Ces derniers voient également grandir une appétence pour les travaux autour de l'histoire de la franc-maçonnerie, du symbolisme ou de la spiritualité. Dans une France où la République s'est profondément enracinée, où l'influence du catholicisme affiche un réel recul, la pratique d'une franc-maçonnerie radicale et anticléricale semble anachronique après-guerre. Tout en héritant de son histoire sous la Troisième République, c'est entre démarche initiatique et engagement citoyen qu'elle se reconstruit à l'issue de cette longue période mêlant engagement politique et disparition temporaire lors de la Seconde Guerre mondiale.